# Mercedes-Benz klasy E
Mercedes-Benz klasy E – samochód osobowy klasy wyższej produkowany pod niemiecką marką Mercedes-Benz od 1993 roku. Od 2023 roku produkowana jest szósta generacja modelu.

## Pierwsza generacja

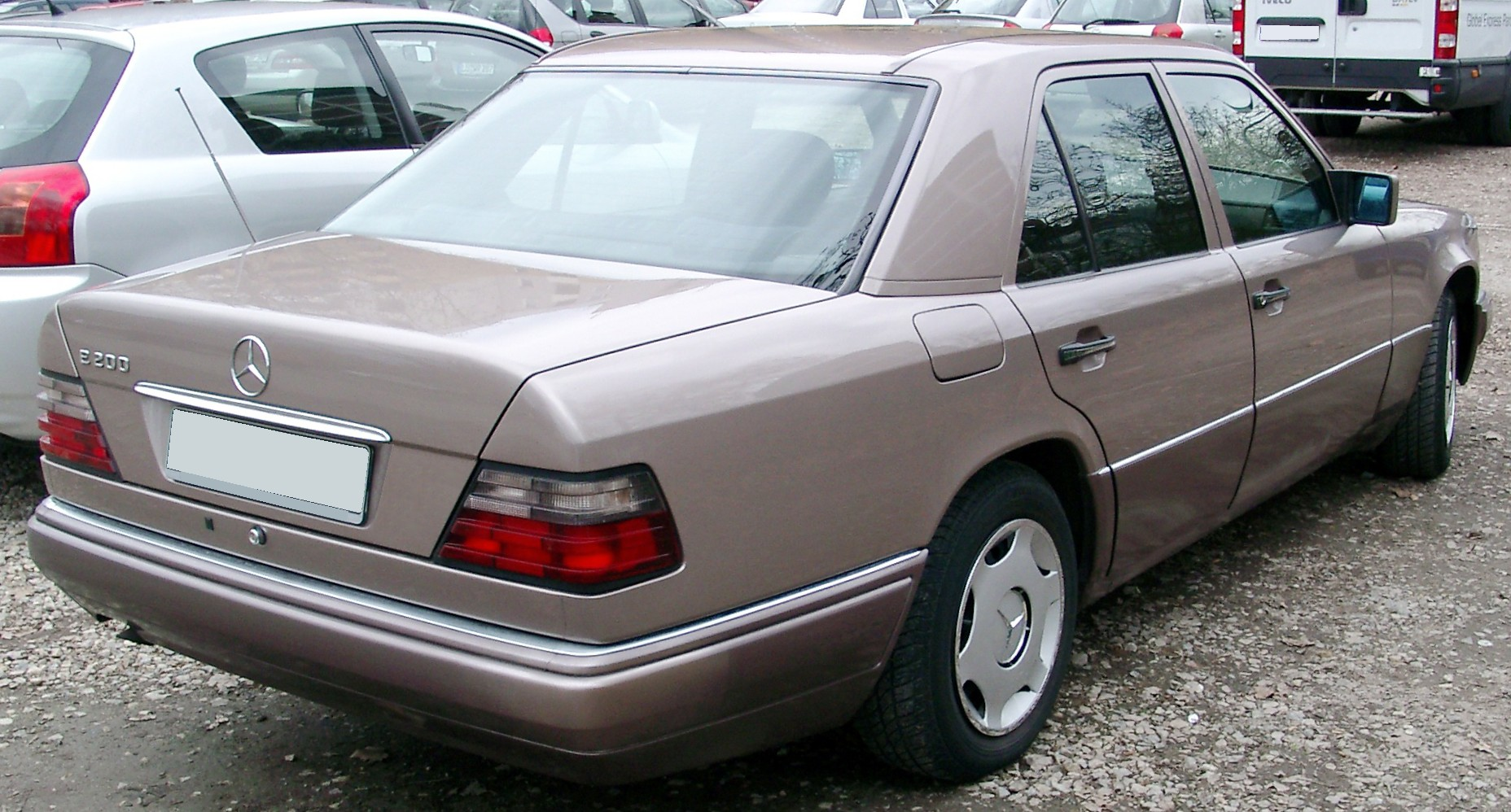
Mercedes klasy E I (W124) – tył

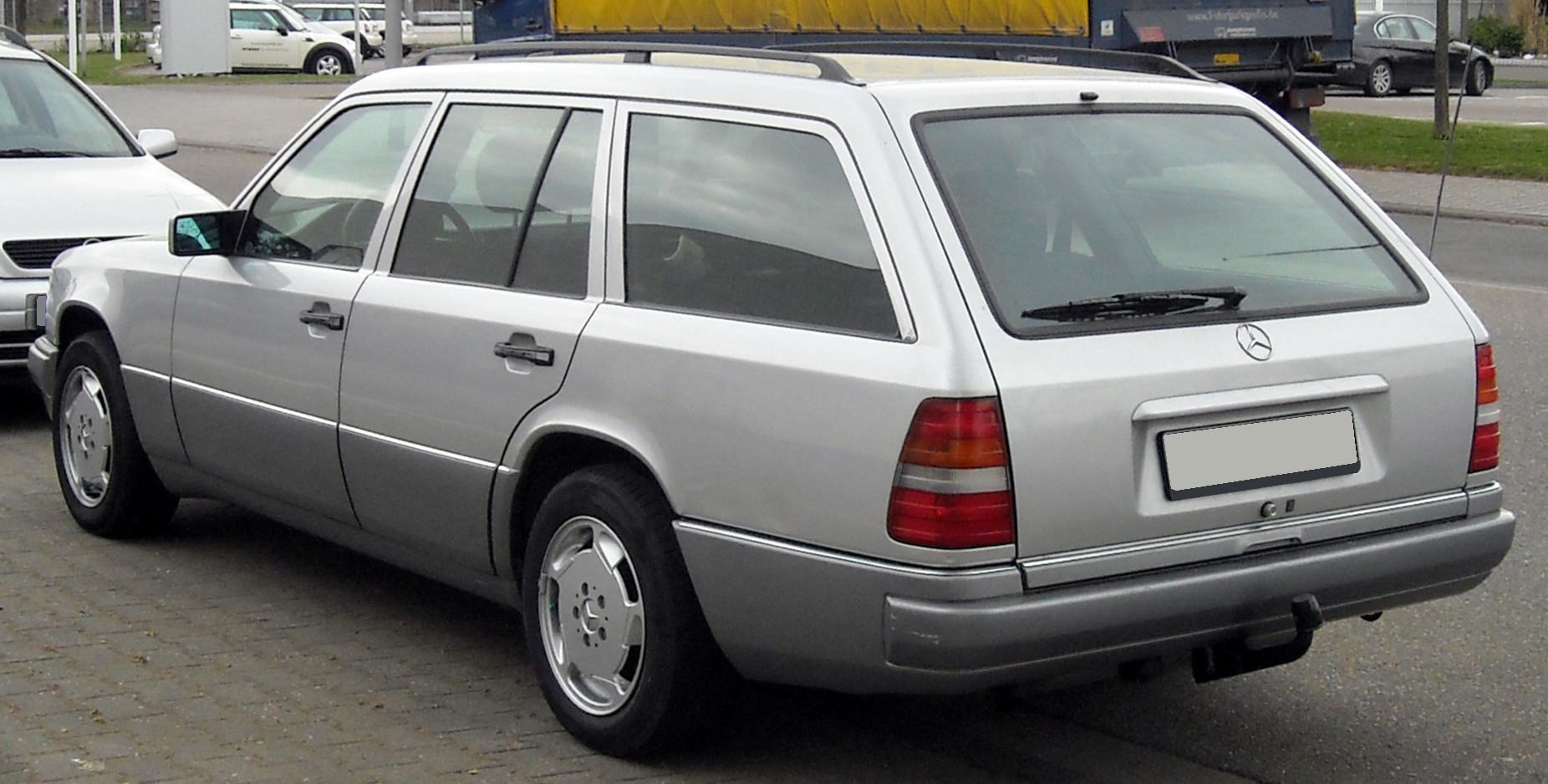
Mercedes klasy E I Kombi (S124) – tył

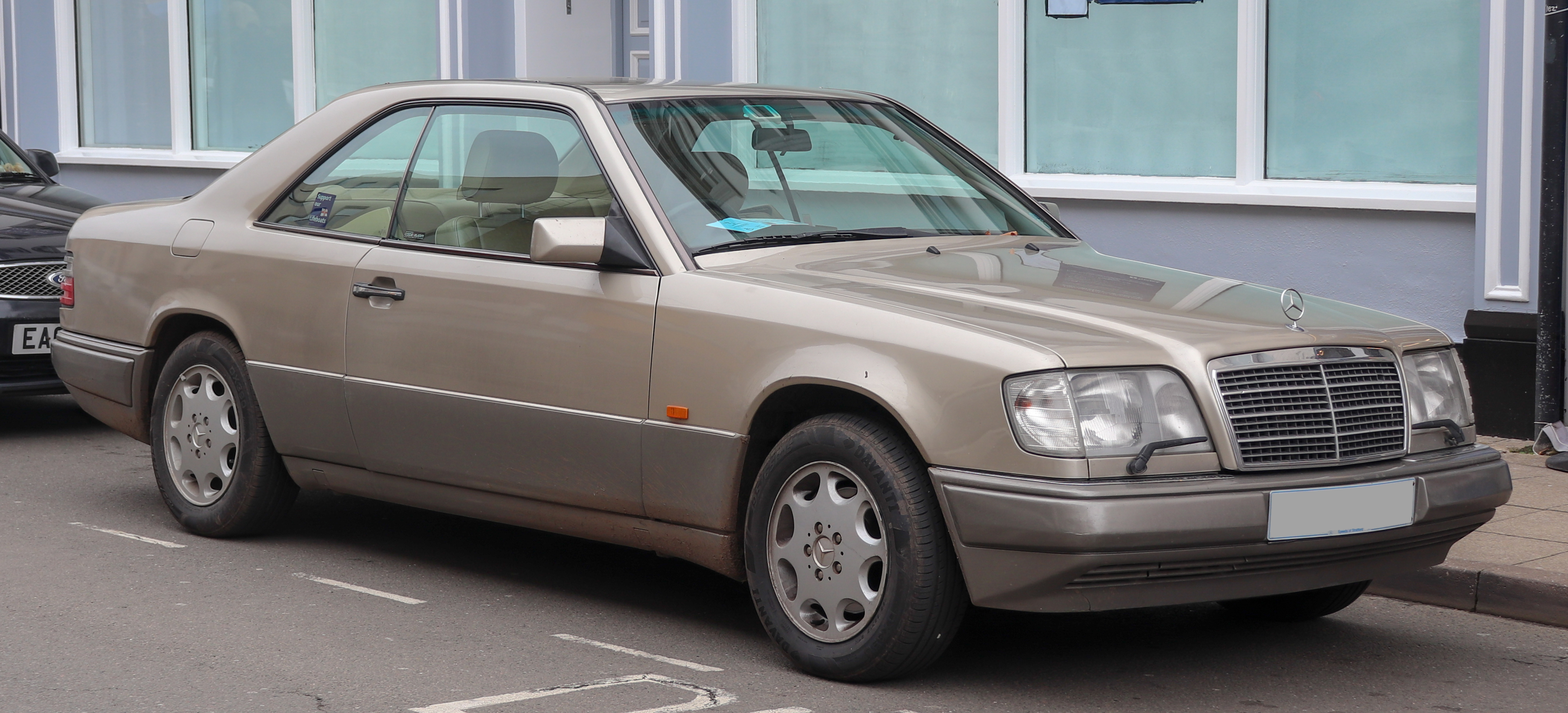
Mercedes klasy E Coupe I (C124)

Mercedes-Benz klasy E I zadebiutował po raz pierwszy w 1993 roku.
Samochód był niczym innym, jak tylko nieznacznie zmodernizowanym modelem 124 znanym pod kodem fabrycznym W124, który pierwsza generacja klasy E zachowała. Samochód zmienił nazwę w ramach porządków w nazewnictwie Mercedesa, pozostając w produkcji jeszcze przez kolejne 4 lata do 1997 roku. Od poprzednika pierwsza generacja Klasy E odróżniała się innym kształtem reflektorów, innym wypełnieniem tylnych lamp i kosmetycznymi zmianami w układzie deski rozdzielczej. Zmiany pojawiły się też w zakresie techniki i jednostek napędowych.
Samochód oferowano w 4 wersjach nadwoziowych – sedan, kombi, coupe oraz kabriolet.

### Coupe/cabriolet
Równolegle modernizację i nową nazwę zyskały czteromiejscowe odmiany coupe oraz cabriolet. Odróżniały się one bezramkowymi drzwiami, sportową sylwetką i innymi kodami fabrycznymi. Do nazwy „E Coupe” Mercedes powrócił dopiero 12 lat później, w 2009 roku.

## Druga generacja

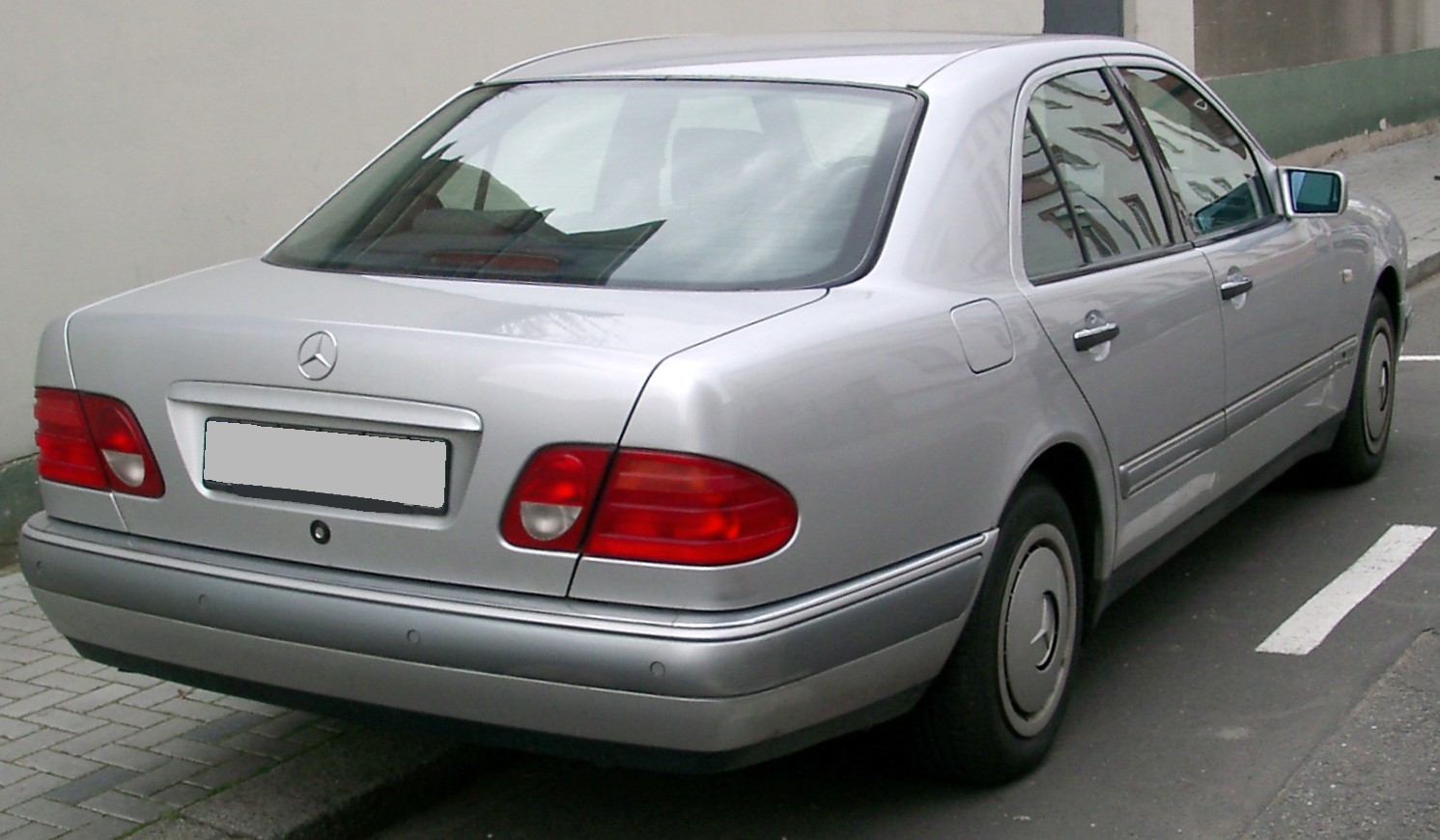
Mercedes klasy E II (W210) – tył

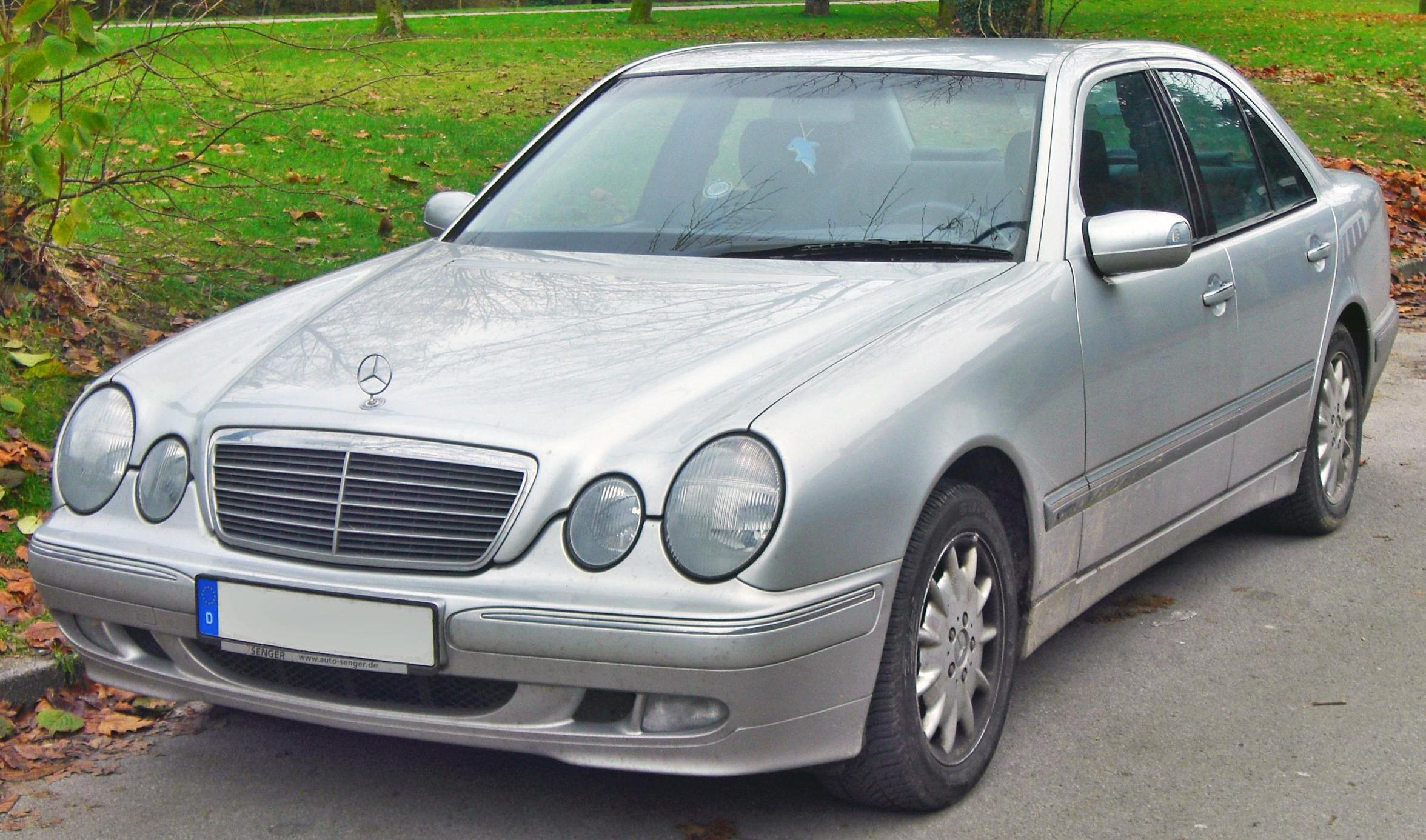
Mercedes klasy E II (W210) po liftingu

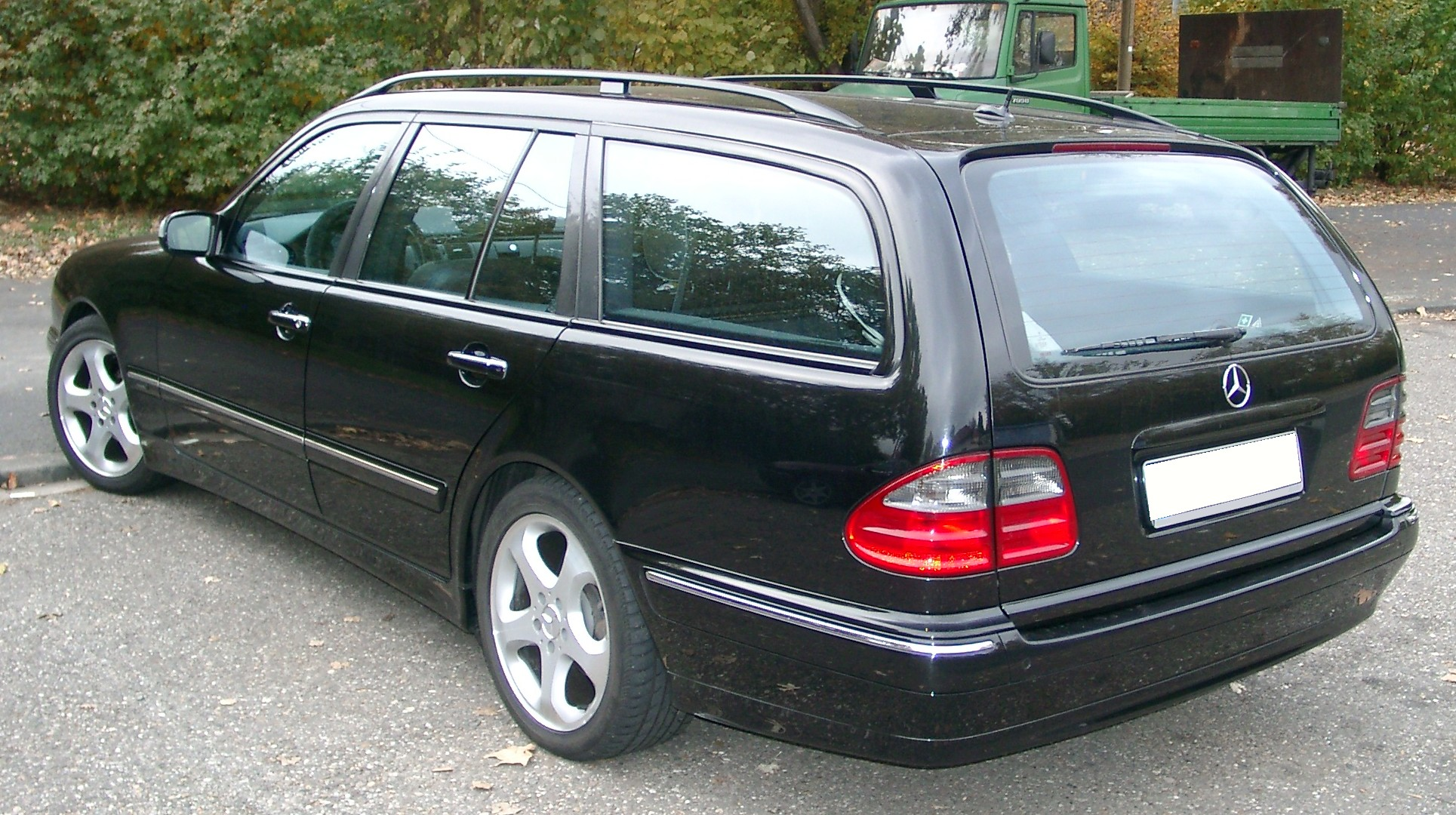
Mercedes-Benz klasy E II Kombi (S210)

Mercedes-Benz klasy E II został zaprezentowany po raz pierwszy w lipcu 1995 roku.
Samochód zyskał kod fabryczny W210 dla wersji sedan i S210 dla odmiany kombi. Podczas projektowania modelu wykorzystano około 30 innowacji technologicznych, co między innymi pozwoliło uzyskać współczynnik oporu równy 0,27. Auto w stosunku do poprzednika urosło o 50 mm na długość i, nieznacznie, na szerokość o ok. 10 mm.
Model W210 można było zamówić w trzech liniach stylistycznych: Classic, Elegance oraz Avantgarde (co było nowością w stosunku do W124, ale pomysł ten narodził się już w 1993 roku w klasie C). Każda z wersji mogła występować z każdym z dostępnych silników, również do każdej z 3 linii stylistycznych klient mógł wybrać bogate, dodatkowe wyposażenie. Dla tych, którzy przywiązywali szczególną uwagę do sportowego wizerunku auta możliwe było zamówienie modyfikacji pojazdu przez firmę AMG – dotyczyło to zarówno tylko modyfikacji stylistycznych jak i całego auta. Odpowiednikiem coupe oraz kabrioletu tego modelu był model W208.
Ceny auta zaczynały się od 50 tysięcy DM do prawie 150 tys. DM za wersje AMG. Łącznie do końca produkcji w 2002 roku wyprodukowano 1 374 199 sedanów i 279 238 modeli kombi.
Na początku roku 1997, E-klasa doczekała się pierwszych modyfikacji. Zniknęły przestarzałe rzędowe silniki 6-cylindrowe E280 i E320 na rzecz nowych – mocniejszych, ekonomiczniejszych i bardziej ekologicznych. Także silnik E230 doczekał się swojego następcy, sześciocylindrowego E240. Oprócz silników benzynowych, Mercedes zaprezentował nowego Diesla: E 300 Turbodiesel znanego z klasy S (W140). W tamtym czasie było to najszybsze osobowe auto klasy średniej z silnikiem Diesla.
Nowe silniki to także rozwój napędu w W210: 4Matic i nowe automatyczne skrzynie. Mimo przejęcia nazwy po poprzedniku, nowy 4Matic był inny. To permanentny napęd na cztery koła, z trzema otwartymi dyferencjałami, sprzęgnięte z seryjnie montowanym ESP. Napęd był rozłożony 35%-65% (przód-tył) na stałe. Takie połączenie pozwoliło na uzyskaniu wysokiej bezawaryjności przy stosunkowo dobrych osiągach trakcyjnych. Każde auto można było zamówić z nową, elektroniczną skrzynią automatyczną o 5-przełożeniach. Stanowiło to standard dla silników powyżej trzech litrów i wszystkich wersji 4Matic. Przy okazji modyfikacji napędu, zmieniono także elektronikę: rozbudowana szyna CAN rozsiana po całym aucie, nowe zegary z wyświetlaczem wielofunkcyjnym i systemem ASSYST oraz kluczyk elektroniczny.
W połowie 1997 roku wycofany został z produkcji E420 na rzecz E430 – oparty na technologii silników V6. Z tego miejsca AMG zmodyfikowało swoją ofertę: nowe E55 AMG dysponowało mocą 354 KM, które było oparte na nowym V8. Wersję E430 można było zamówić w wersji 4Matic.
Zmodyfikowano również ofertę na eksport. Klienci z krajów: Grecja, Portugalia i Włochy mogli zamówić E-klasę z silnikiem E250 Turbodiesel oraz E200 Kompressor.
Gama odbiorców była tak szeroka, że dla klientów wymagających większej ochrony produkowano wersje opancerzone B4 (Guard) – ochrona przed bronią strzelecką. Modelem W210 poruszali się wszyscy od wysokich ranga dygnitarzy po taksówkarzy. Dla tych najbardziej oszczędnych do wyboru była opcja z silnikiem przystosowanym na ester metylowy oleju roślinnego (biopaliwo), w którym zastosowano w nim dodatkowy podgrzewacz paliwa. Nowością było to, że wersje specjalnie nie były produkowane bezpośrednio przez Mercedesa. Daimler dostarczał jedynie samochód przygotowany pod modyfikację dla firm, które się tym zajmowały. Najczęściej były to T-modell lub T-modell z przedłużonym rozstawem osi. Na ich bazie wyprodukowano karetki, wersje watykańskie, karawany czy kilkuosobowe limuzyny na bazie modelu sedan. Producentami tych wersji byli m.in. Binz z miejscowości Lorch, Miesen z Bonn, Pollman z Bremy czy Visser z Leeuwarden w Holandii.
W lipcu 1999 nastąpił face lifting W210. Zaoferowano 1800 różnych udoskonaleń, począwszy od nowej gamy 5- i 6-cylindrowych silników CDI, kończąc na bogatszym wyposażeniu standardowym: wielofunkcyjna kierownica wraz z nowymi zegarami, pół-elektryczne fotele, ESP, kurtyny powietrzne. Zmiany dotknęły również karoserię: smuklejsza maska, zderzaki i błotniki zostały bardziej zintegrowane, w lusterkach pojawiły się kierunkowskazy. Wszystko miało na celu upodobnić E-klasę do istniejącej już rok na rynku nowej klasy S – W220 – i nadchodzącej klasy C – W203.

### Kontrowersje
Samochody podatne są na korozję nadwozia – pojawia się ona na rantach nadkoli, drzwi, progach oraz tylnej klapie. Stosunkowo często zdarzają się usterki instalacji elektrycznej. Do typowych usterek można też zaliczyć korozję metalowych przewodów chłodnicy oleju automatycznej skrzyni biegów (gdy przerdzewieją skrzynia traci olej). Użytkownicy skarżą się też na nieszczelne bagażniki.

### Kalendarz produkcji W210
1995:
Czerwiec – Premiera E-klasy z nadwoziem sedan i silnikami: E200, E230, E280, E320, E420 oraz E220 Diesel, E290 Turbodiesel i E300 Diesel oraz E250 Turbodiesel na rynek włoski
1996:
Luty – wprowadzenie modelu T-modell do oferty z silnikami E200, E230, E290 Turbodiesel , E300 Diesel oraz E250 Turbodiesel (Włochy)
Czerwiec – wprowadzenie nowej automatycznej skrzyni biegów sterowaną elektronicznie dla wszystkich modeli; E200 ze zmiennymi fazami rozrządu; E200 Diesel zamiast E220 Diesel na rynku portugalskim
Lipiec – karawan na bazie modelu kombi E290 Turbodiesel
Wrzesień – karetka pogotowia na bazie modelu kombi W210
Listopad – przedłużona o 970mm wersja 6-drzwiowa Lang
Grudzień – premiera napędu 4Matic w E-klasie
1997:
Styczeń – nowy silnik V6 w modelu E280; nowy model E280 4Matic; kluczyk elektroniczny, system Assyst, zestaw wskaźników z wyświetlaczem wielofunkcyjnym, system BAS (modyfikacje nie dotyczą E420)
Marzec – E300 Turbodiesel zamiast E300 Diesel; wersja opancerzona (B4)
Czerwiec – nowy silnik V6 w modelu E320; nowy model E320 4Matic
Wrzesień – E240 zamiast E230; E430 zamiast E420; E200 Kompressor i E250 Turbodiesel dla rynków: Grecji, Włoch i Portugalii
1998:
Kwiecień – nowy model E220 CDI oraz chwilę później E200 CDI zamiast E220 Diesel
1999:
Czerwiec – facelifting modelu; nowe silniki E270 CDI oraz E320 CDI zamiast E250 Turbodiesel, E290 Turbodiesel i E300 Turbodiesel

### Linie stylizacyjne
Classic – linia klasyczna, przeznaczona dla kierowców dla których tradycyjne aspekty, takie jak: bezpieczeństwo, trwałość, komfort i techniczna doskonałość, są ważniejsze przy wyborze samochodu od modnych akcentów. Wersja Classic jest zdecydowanie bardziej tradycjonalistyczna, ale zapewnia dokładnie te same innowacje techniczne jak pozostałe dwie wersje modelowe. Wnętrze zostało wykończone w szlachetnym drewnie topoli. Ta linia podkreśla wysokowartościowy, klasyczny i spokojny charakter tej linii.
Elegance – skierowane dla osób, dla których auto musi być nad wyraz eleganckie. W stosunku do wersji Classic podkreślają to chromowane aplikacje (listwy zderzaków i boczne, górna część klamek) i  tarczom kół z lekkiego stopu – wytworne, eleganckie wrażenie. Wnętrze wykończone jest w drewnie orzechowym. Kierownica i mieszek obszywany skórą w standardzie.
Avantgarde – w stosunku do poprzednich linii, stawia na sportowe aspiracje auta. Dzięki obniżonemu i utwardzonemu zawieszeniu z 16-calowymi, 5-otworowymi alufelgami i reflektorom ksenonowym (nie dla wszystkich rynków) pojazd staje się bardziej dynamiczny, nowoczesny. Wnętrze wykończono w drewnie z klonu, a kierownicę i mieszek standardowo (jak w Elegance) obszyto skórą. Charakterystycznym dodatkiem są atermiczne, niebieskie szyby, grill z pięcioma poziomymi chromowanymi paskami, klamki z chromem i listwy boczne w kolorze nadwozia i z chromem.

### Wyposażenie
Każdą z trzech wersji wyposażono w cztery elektryczne szyby, elektroniczny immobilizer, centralny zamek z kluczem na fale podczerwone, filtry przeciwpyłkowe czy trzecie światło stop zainstalowane w tylnej półce. W zakresie bezpieczeństwa E-klasa była maksymalnie wyposażona: poduszki powietrzne, system ABS i oczywiście pirotechniczne napinacze pasów; w opcji ETS. Z czasem pojawił się system wspomagający hamowanie BAS oraz poprawiona elektronika kontrolująca jazdę: ASR oraz ESP – dla najmocniejszych modeli w standardzie. Zoptymalizowana karoseria z dużymi strefami kontrolowanymi zgniotu pozwoliła zapewnić najwyższe bezpieczeństwo pasażerom.
Wprowadzenie technologicznych nowości pozwoliło zwiększyć także komfort podróżowania. Możliwe było doposażenie pojazdu w czujnik deszczu, system ułatwiający parkowanie PTS, a klimatyzacja automatyczna Thermatic posiada czujnik jakości powietrza oraz pełne dwustrefowe sterowanie. Można dodać ze lista wyposażenia dodatkowego jest długa (zawiera kilkaset wariantów) a wszystko zależało od preferencji i zasobności portfela kupującego.

### Modele i warianty silnikowe
| Model           | Pojemność    | Typ/cylindry | Moc             | 0–100 km/h   | Vmax (km/h)*          | Max. moment obrotowy | Lata         |
| 4-cylindrowe    | 4-cylindrowe | 4-cylindrowe | 4-cylindrowe    | 4-cylindrowe | 4-cylindrowe          | 4-cylindrowe         | 4-cylindrowe |
| --------------- | ------------ | ------------ | --------------- | ------------ | --------------------- | -------------------- | ------------ |
| E 200           | 1998 cm³     | R4           | 100 kW (136 KM) | 11,4 s       | 205 (209) [202]       | 190 Nm @ 3600        | 1995–2000    |
| E 200 Kompresor | 1998 cm³     | R4           | 120 kW (163 KM) | 9,1 s        | 232 [226]             | 230 Nm @ 3500        | 2000–2002    |
| E 200 Kompresor | 1998 cm³     | R4           | 137 kW (186 KM) | 8,9 s        | 231 [226]             | 260 Nm @ 2500        | 1997-2000    |
| E 200 Kompresor | 1998 cm³     | R4           | 145 kW (197 KM) | 8,3 s        | 232 [229]             | 270 Nm @ 3200        | 2000–2002    |
| E 230           | 2295 cm³     | R4           | 110 kW (150 KM) | 10,5 s       | 215 [212]             | 220 Nm @ 3800        | 1995–1998    |
| 6-cylindrowe    |              |              |                 |              |                       |                      |              |
| E 240           | 2397 cm³     | V6           | 125 kW (170 KM) | 9,6 s        | 223                   | 225 Nm @ 3500        | 1997–2000    |
| E 240           | 2597 cm³     | V6           | 125 kW (170 KM) | 9,2 s        | (224) [222]           | 240 Nm @ 3500        | 2000–2002    |
| E 280           | 2799 cm³     | R6           | 142 kW (193 KM) | 8,6 s        | 230 [225]             | 270 Nm @ 3500        | 1995–1997    |
| E 280           | 2799 cm³     | V6           | 150 kW (204 KM) | 8,5 s        | (234) [230]           | 270 Nm @ 3800        | 1997–2002    |
| E 320           | 3199 cm³     | R6           | 162 kW (220 KM) | 7,8 s        | -/[235]               | 315 Nm @ 3500        | 1995–1997    |
| E 320           | 3199 cm³     | V6           | 165 kW (224 KM) | 7,7 s        | -/[238]               | 315 Nm @ 3500        | 1997–2002    |
| 8-cylindrowe    |              |              |                 |              |                       |                      |              |
| E 420           | 4196 cm³     | V8           | 205 kW (279 KM) | 7 s          | -/[250] (ogranicznik) | 400 Nm @ 3500        | 1996–1998    |
| E 430           | 4266 cm³     | V8           | 205 kW (279 KM) | 6,7 s        | -/[250] (ogranicznik) | 400 Nm @ 3250        | 1998–2002    |
| AMG             |              |              |                 |              |                       |                      |              |
| E 36 AMG        | 3606 cm³     | R6           | 206 kW (280 KM) | 6,7 s        | -/[250]               | 385 Nm @ 3500        | 1995–1996    |
| E 50 AMG        | 4973 cm³     | V8           | 255 kW (347 KM) | 6,2 s        | -/[250] (ogranicznik) | 480 Nm @ 3900        | 1996–1997    |
| E 55 AMG        | 5439 cm³     | V8           | 260 kW (354 KM) | 5,7 s        | -/[250] (ogranicznik) | 530 Nm @ 3000        | 1998–2002    |
| E 60 AMG        | 5956 cm³     | V8           | 280 kW (381 KM) | 5,1 s        | -/[250] (ogranicznik) | 580 Nm @ 3800        | 1996–1998    |

*Auta z 5 biegową skrzynią manualną, w nawiasie okrągłym (z 6 biegową manualną) i nawiasie kwadratowym [ze skrzynią automatyczną] dla nadwozia sedan.
Prędkość maksymalna dla modeli T (kombi) jest od 5 do 13 km/h mniejsza niż w limuzynie.
| Model              | Pojemność       | Typ/cylindry    | Moc             | max. moment obrotowy      | Vmax (km/h)*    | Lata            |
| wtrysk pośredni    | wtrysk pośredni | wtrysk pośredni | wtrysk pośredni | wtrysk pośredni           | wtrysk pośredni | wtrysk pośredni |
| ------------------ | --------------- | --------------- | --------------- | ------------------------- | --------------- | --------------- |
| E 220 Diesel       | 2155 cm³        | R4              | 70 kW (95 KM)   | 150 Nm przy 3100 obr./min | 180 [177]       | 1995–1998       |
| E 250 Diesel       | 2497 cm³        | R5              | 83 kW (113 KM)  | 173 Nm przy 2800 obr./min | 193 [190]       | 1995–1997       |
| E 250 Turbodiesel  | 2497 cm³        | R5              | 110 kW (150 KM) | 280 Nm przy 1800 obr./min | 206             | 1996–1999       |
| E 300 Diesel       | 2996 cm³        | R6              | 100 kW (136 KM) | 210 Nm przy 2200 obr./min | 205 [203]       | 1995–1997       |
| E 300 Turbodiesel  | 2996 cm³        | R6              | 130 kW (177 KM) | 330 Nm przy 1600 obr./min | -/[220]         | 1997–1999       |
| wtrysk bezpośredni |                 |                 |                 |                           |                 |                 |
| E 290 Turbodiesel  | 2874 cm³        | R5              | 95 kW (129 KM)  | 300 Nm przy 1800 obr./min | 195 [190]       | 1996–1999       |
| Common rail        |                 |                 |                 |                           |                 |                 |
| E 200 CDI          | 2151 cm³        | R4              | 75 kW (102 KM)  | 235 Nm przy 1800 obr./min | 183 [180]       | 1998–1999       |
| E 200 CDI          | 2148 cm³        | R4              | 85 kW (116 KM)  | 250 Nm przy 1400 obr./min | (199)           | 1999–2002       |
| E 220 CDI          | 2151 cm³        | R4              | 92 kW (125 KM)  | 300 Nm przy 1800 obr./min | 198 [194]       | 1998–1999       |
| E 220 CDI          | 2148 cm³        | R4              | 105 kW (143 KM) | 315 Nm przy 1800 obr./min | (213) [208]     | 1999–2002       |
| E 270 CDI          | 2686 cm³        | R5              | 125 kW (170 KM) | 370 Nm przy 1600 obr./min | (225) [220]     | 1999–2002       |
| E 320 CDI          | 3226 cm³        | R6              | 145 kW (197 KM) | 470 Nm przy 1800 obr./min | -/[230]         | 1999–2002       |

*Auta z 5 biegową skrzynią manualną, w nawiasie okrągłym (z 6-biegową manualną) i nawiasie kwadratowym [ze skrzynią automatyczną] dla nadwozia sedan.
Prędkość maksymalna dla modeli T (kombi) jest od 3 do 13 km/h mniejsza niż w limuzynie.

## Trzecia generacja

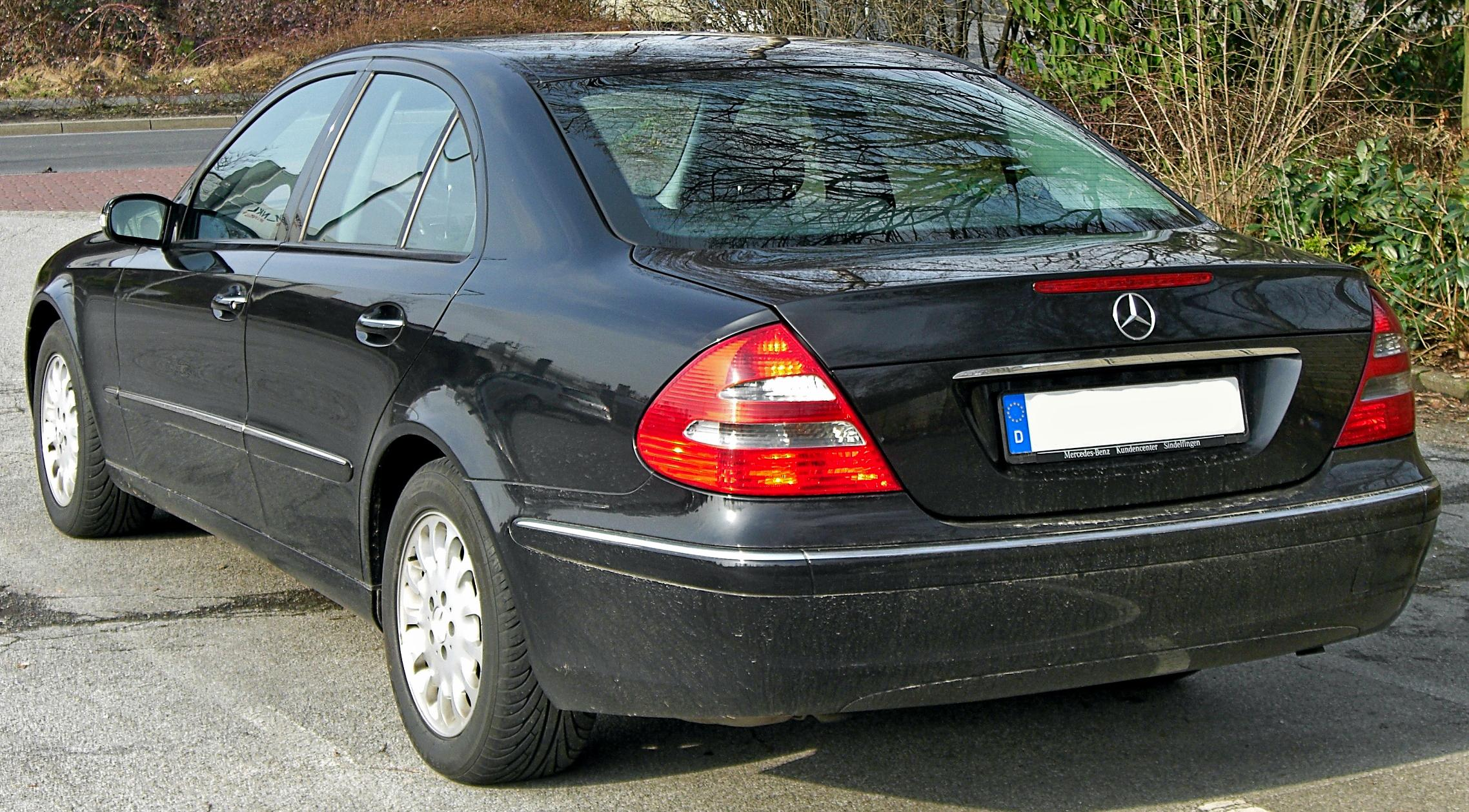
Mercedes-Benz klasy E III (W211) – tył

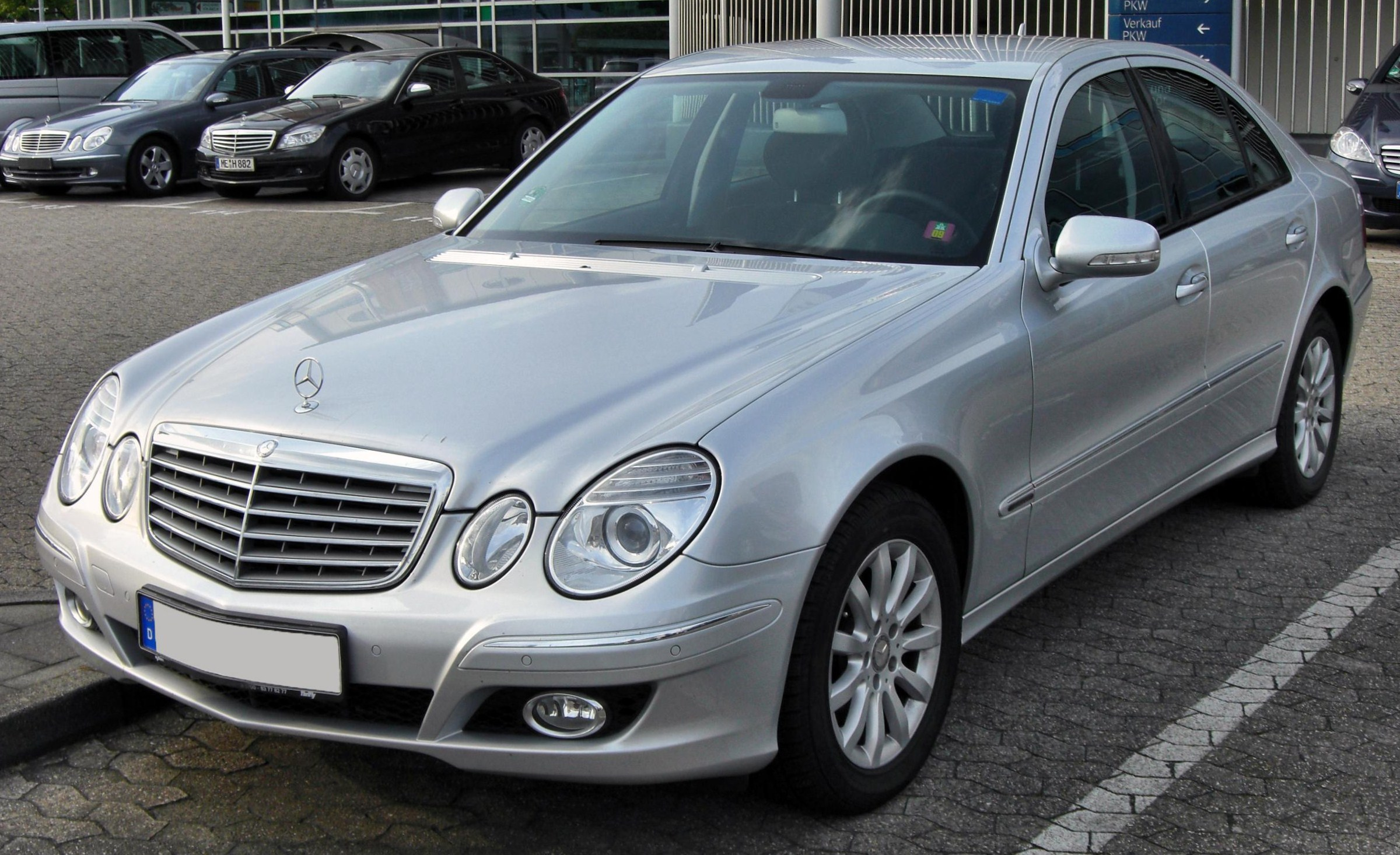
Mercedes-Benz klasy E III (W211) po liftingu

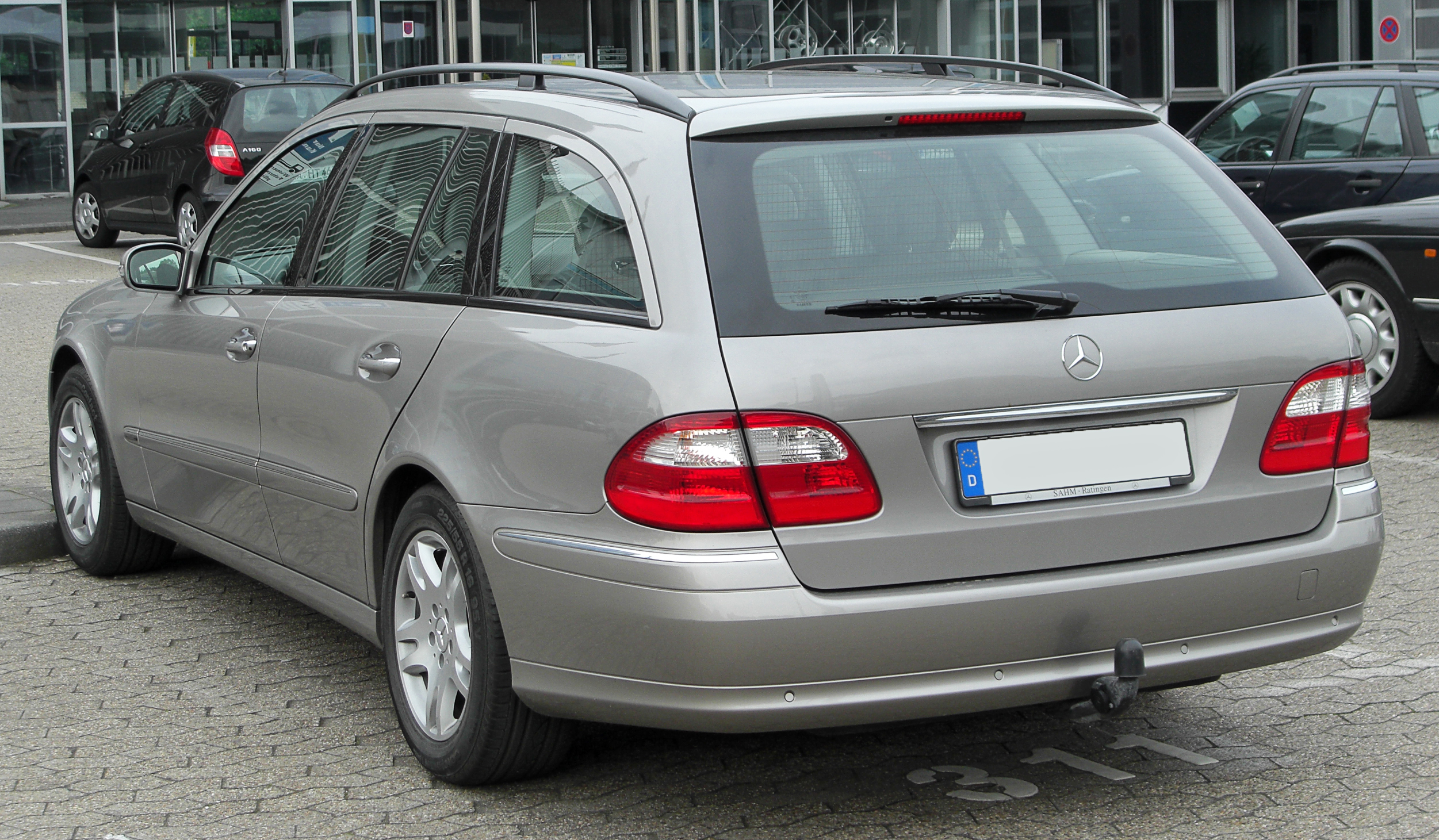
Mercedes-Benz klasy E III Kombi (S211)

Mercedes-Benz klasy E III został zaprezentowany po raz pierwszy w 2002 roku.
Samochód otrzymał kod fabryczny W211 dla wersji sedan i S211 dla wersji kombi. W przeciwieństwie do poprzednika, trzecia generacja Klasy E zyskała bardziej obłe kształty i większe, dwuczęściowe tylne lampy. Z przodu z kolei po raz drugi i zarazem przedostatni w dziejach tego modelu pojawiły się charakterystyczne, podwójne reflektory.
W 2006 roku Klasa E III została poddana drobnej modernizacji stylistycznej. W jej ramach zmieniono kształt przedniego zderzaka, przemodelowano kształt atrapy chłodnicy oraz zmieniono wypełnienie tylnych lamp w wersji sedan, w wersji kombi zaś zrezygnowano z tylnych lamp w technologii LED.
Nieco wcześniej (w czerwcu 2004 roku) została zmieniona gama oferowanych silników. Ponadto, zmodyfikowano także listę dostępnych wersji wyposażenia i materiałów użytych do wykończenia wnętrza.
Podobnie jak poprzednik, Klasa E spod znaku W211 oferowana była tylko w dwóch wersjach nadwoziowych – jako sedan i kombi.

### Dane techniczne
| Wersja               | Silnik                                       | Układ zasilania    | Średnica × skok tłoka | Stopień sprężania | Moc maksymalna                                               | Maks. moment obrotowy            | 0–100 km/h (kombi) | V maks.           |
| Silniki benzynowe    | Silniki benzynowe                            | Silniki benzynowe  | Silniki benzynowe     | Silniki benzynowe | Silniki benzynowe                                            | Silniki benzynowe                | Silniki benzynowe  | Silniki benzynowe |
| -------------------- | -------------------------------------------- | ------------------ | --------------------- | ----------------- | ------------------------------------------------------------ | -------------------------------- | ------------------ | ----------------- |
| E200 Kompressor      | R4 1,8 l (1796 cm³), DOHC                    | wtrysk EFi         | 82,00 × 85,00 mm      | 8,5:1             | 184 KM (135 kW) przy 5500 obr./min                           | 250 Nm przy 3500-4000 obr./min   | 9,1 s              | 236 km/h          |
| E240                 | V6 2,6 l (2597 cm³), SOHC                    | wtrysk EFi         | 89,90 × 68,20 mm      | 10,5:1            | 177 KM (131 kW) przy 5700 obr./min                           | 240 Nm przy 4500 obr./min        | 9,0 s (9,4)*       | 233 km/h          |
| E280                 | V6 3,0 l (2996 cm³), DOHC V6 3,2 l (3222cm3) | wtrysk EFi         | 88,00 × 82,10 mm      | 11,1:1            | 231 KM (170 kW) przy 6000 obr./min 240 KM przy 6000 obr./min | 300 Nm przy 2400-5000 obr./min   | 7,3 s 6,5s         | 250 km/h 250 km/h |
| E320                 | V6 3,2 l (3199 cm³), SOHC                    | wtrysk EFi         | 89,90 × 84,00 mm      | 10,0:1            | 224 KM (165 kW) przy 5600 obr./min                           | 315 Nm przy 3000-4800 obr./min   | 7,7 s              | 240 km/h          |
| E350                 | V6 3,5 l (3498 cm³), DOHC                    | wtrysk EFi         | 92,90 × 86,00 mm      | 10,7:1            | 272 KM (200 kW) przy 6000 obr./min                           | 350 Nm przy 2400-5000 obr./min   | 6,9 s              | 250 km/h          |
| E500                 | V8 5,0 l (4966 cm³), SOHC                    | wtrysk EFi         | 97,00 × 84,00 mm      | 10,0:1            | 306 KM (225 kW) przy 5600 obr./min                           | 460 Nm przy 2700-4250 obr./min   | 5,9 s              | 250 km/h          |
| E550                 | V8 5,5 l (5461 cm³), DOHC                    | wtrysk EFi         | 98,00 × 90,50 mm      | 10,7:1            | 388 KM (286 kW) przy 6000 obr./min                           | 530 Nm przy 2800-4800 obr./min   | 5,3 s              | 250 km/h          |
| E55 AMG (kompresor)  | V8 5,4 l (5439 cm3) SOHC                     |                    | 97,5 × 92,0 mm        | 9,0:1             | 476 KM (350 kW) przy 6100 obr./min                           | (700 Nm) przy 2650-4500 obr./min | 4,7 s (4,9 s)      | 250 km/h          |
| E63 AMG              | V8 6,2 l (6208 cm³), DOHC                    | wtrysk EFi         | 102,20 × 94,60 mm     | 11,3:1            | 514 KM (378 kW) przy 6800 obr./min                           | 630 Nm przy 5200 obr./min        | 4,5 s              | 250 km/h          |
| Silniki wysokoprężne |                                              |                    |                       |                   |                                                              |                                  |                    |                   |
| E200 CDI             | R4 2,1l (2148 cm³) DOHC                      | wtrysk common rail | 88,00 × 88,30 mm      | 18,0:1            | 122 KM (90 kW) przy 4200 obr./min.                           | 270 Nm przy 1400-2800 obr./min.  | 11,7 s (11,4)*     | 203 km/h          |
| E200 CDI             | R4 2,1 l (2148 cm³), DOHC                    | wtrysk common rail | 88,00 × 88,30 mm      | 17,5:1            | 136 KM (100 kW) przy 3800 obr./min                           | 340 Nm przy 2000 obr./min        | 9,9 s              | 214 km/h          |
| E220 CDI             | R4 2,1 l (2148 cm³), DOHC                    | wtrysk common rail | 88,00 × 88,30 mm      | 18,0:1            | 150 KM (110 kW) przy 4200 obr./min                           | 340 Nm przy 2000 obr./min        | 10,1 s (9,7)*      | 220 km/h          |
| E220 CDI             | R4 2,1 l (2148 cm³), DOHC                    | wtrysk common rail | 88,00 × 88,30 mm      | 17,5:1            | 170 KM (125 kW) przy 3800 obr./min                           | 400 Nm przy 2000 obr./min        | 8,4 s              | 227 km/h          |
| E270 CDI             | R5 2,7 l (2685 cm³), DOHC                    | wtrysk common rail | 88,00 × 88,30 mm      | 18,0:1            | 177 KM (130 kW) przy 4200 obr./min                           | 400 Nm przy 1800-2600 obr./min   | 9,0 s (8,4)*       | 233 km/h          |
| E280 CDI             | R6 3,2 l (3222 cm3), DOHC                    | wtrysk common rail | 88,00 × 88,40 mm      | 18,0:1            | 177 KM (130 kW) przy 4200 obr./min                           | 425 Nm przy 1800-2600 obr./min   | 9,3 s              | 220 km/h          |
| E280 CDI             | V6 3,0 l (2987 cm³), DOHC                    | wtrysk common rail | 83,00 × 92,00 mm      | 17,7:1            | 190 KM (140 kW) przy 4000 obr./min                           | 440 Nm przy 1400-3200 obr./min   | 7.0 – 7.4 s        | 241 km/h          |
| E320 CDI             | R6 3,2 l (3222 cm³), DOHC                    | wtrysk common rail | 88,00 × 88,30 mm      | 18,0:1            | 204 KM (150 kW) przy 4200 obr./min                           | 500 Nm przy 1800-2600 obr./min   | 7,4 s              | 243 km/h          |
| E320 CDI             | V6 3,0 l (2987 cm³), DOHC                    | wtrysk common rail | 83,00 × 92,00 mm      | 17,7:1            | 224 KM (165 kW) przy 3800 obr./min                           | 540 Nm przy 1600-2800 obr./min   | 6,8 s              | 250 km/h          |
| E400 CDI             | V8 4,0 l (3996 cm³), DOHC                    | wtrysk common rail | 86,00 × 86,00 mm      | 17,0:1            | 260 KM (191 kW) przy 4000 obr./min                           | 560 Nm przy 1700-2600 obr./min   | 6,7 s              | 250 km/h          |
| E420 CDI             | V8 4,0 l (3996 cm³), DOHC                    | wtrysk common rail | 86,00 × 86,00 mm      | 17,0:1            | 314 KM (231 kW) przy 3600 obr./min                           | 730 Nm przy 2200 obr./min        | 5,2 s              | 250 km/h          |

* z automatyczną skrzynią biegów 

## Czwarta generacja

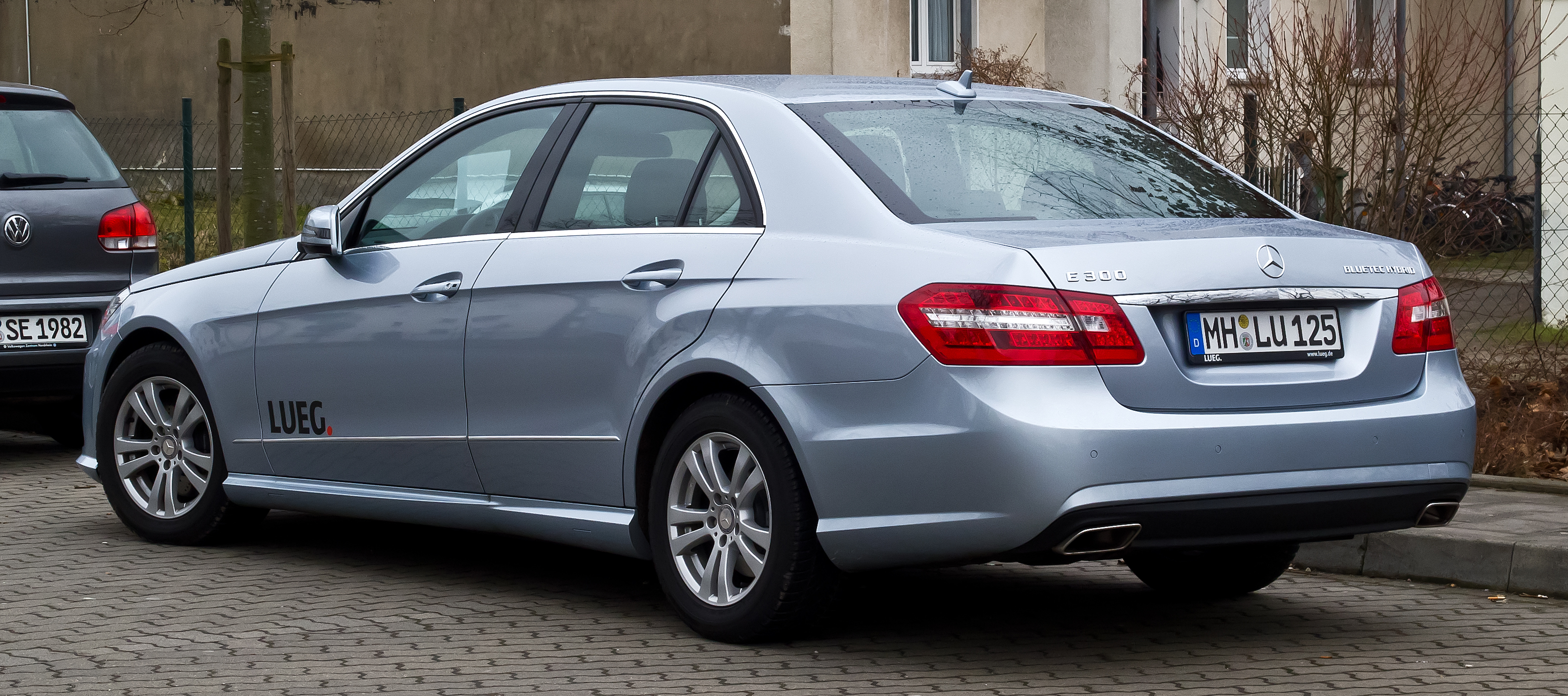
Mercedes-Benz klasy E IV (W212) – tył

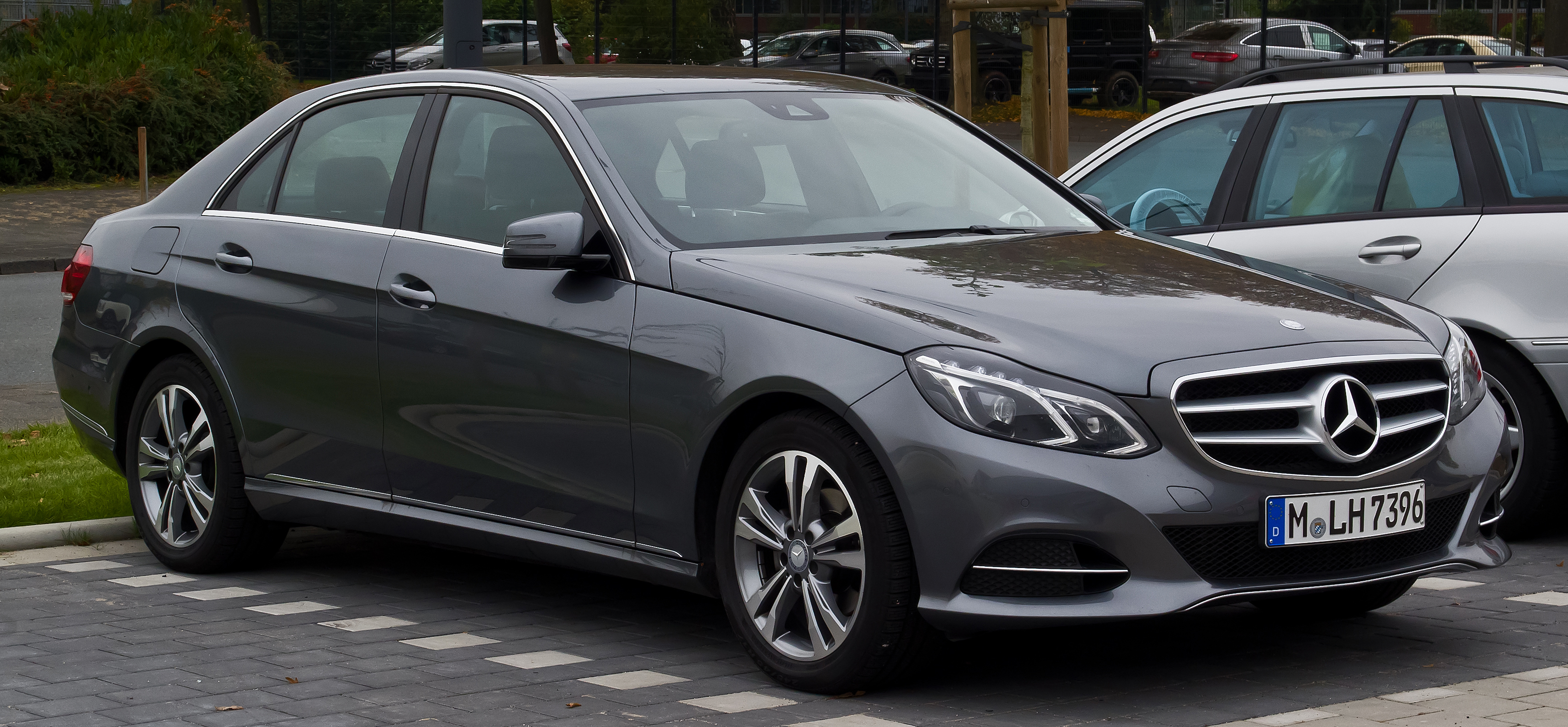
Mercedes-Benz klasy E IV (W212) – wersja Avantgarde po liftingu

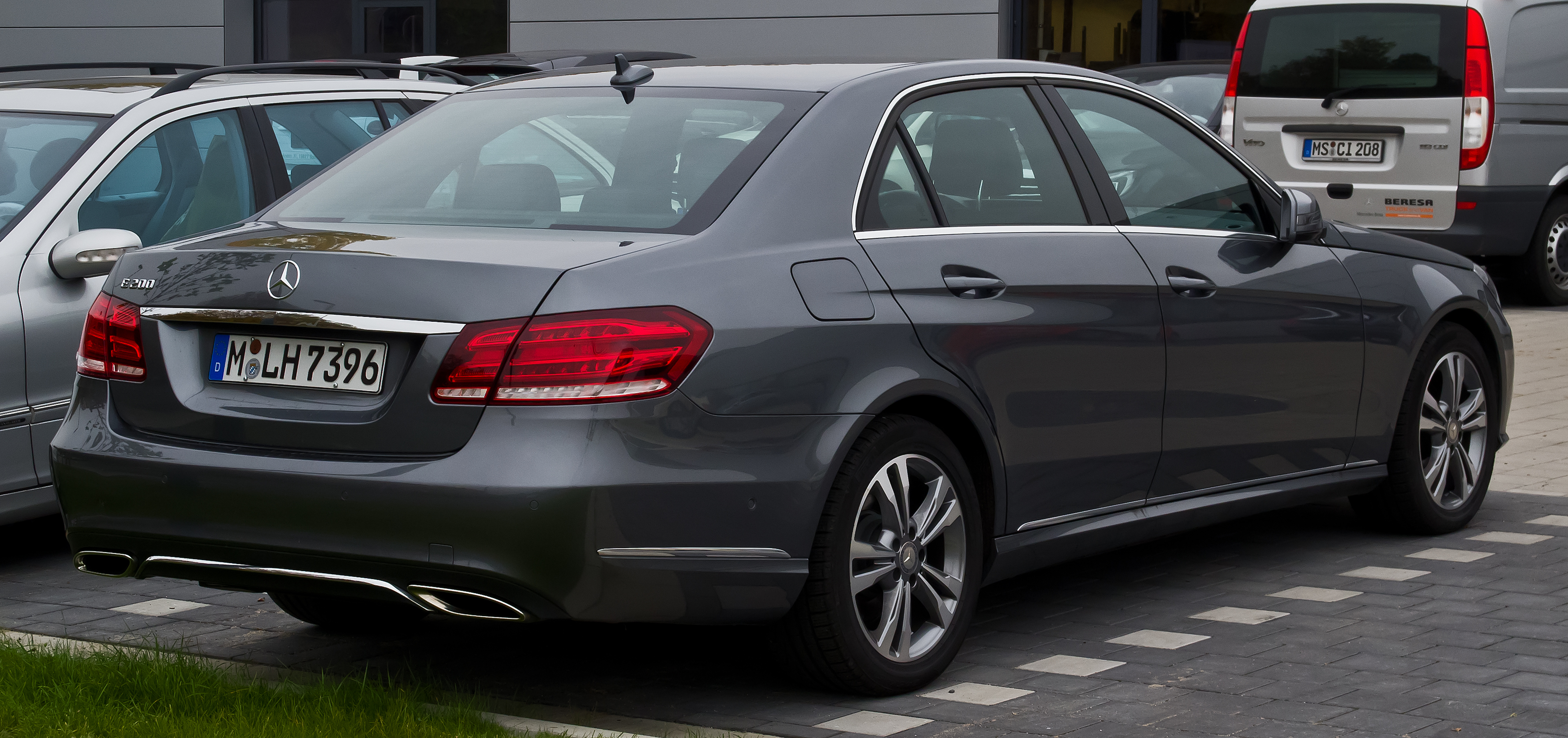
Mercedes-Benz klasy E IV (W212) – tył wersji Avantgarde po liftingu

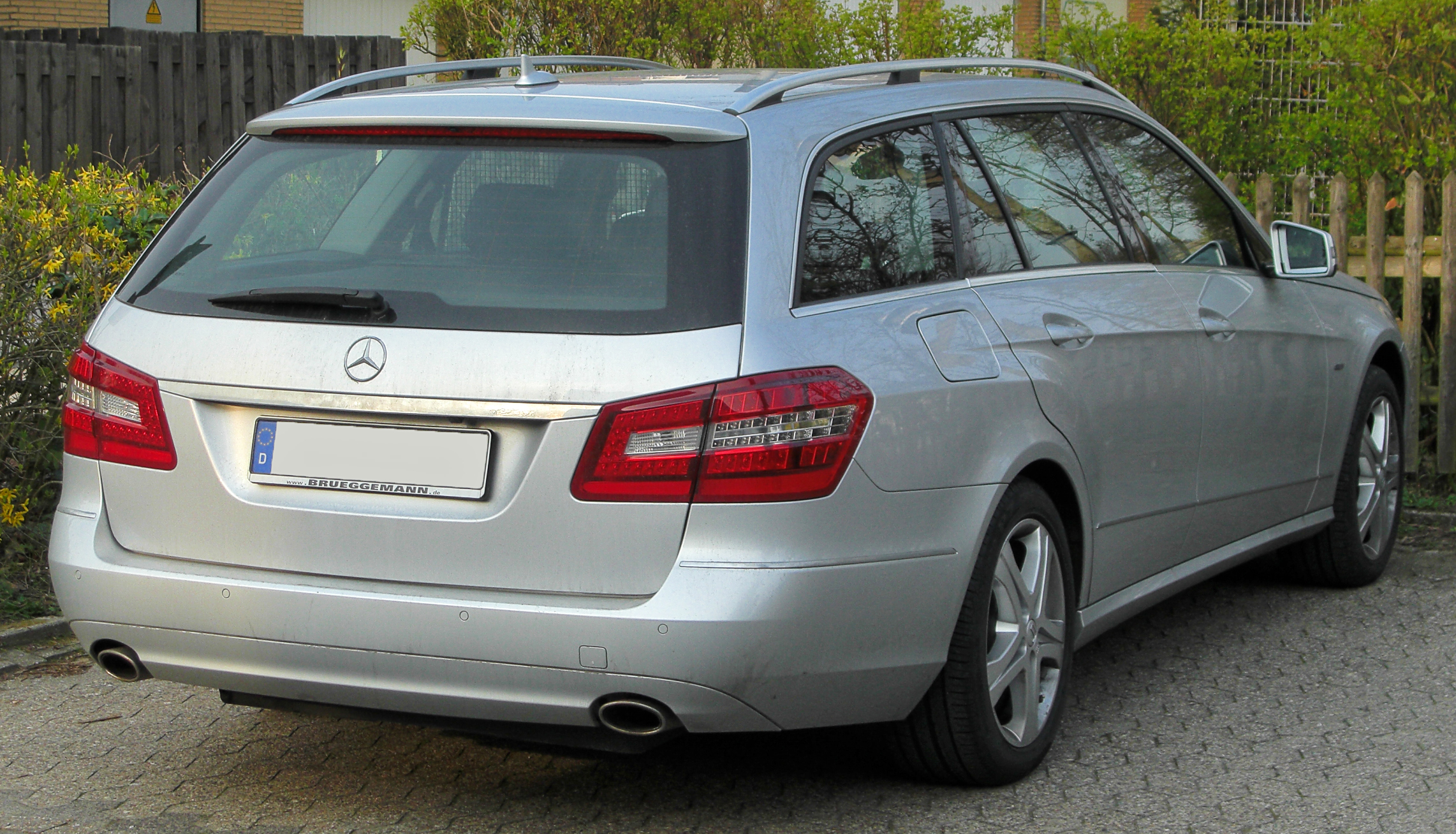
Mercedes-Benz klasy E IV Kombi (S212) przed liftingiem

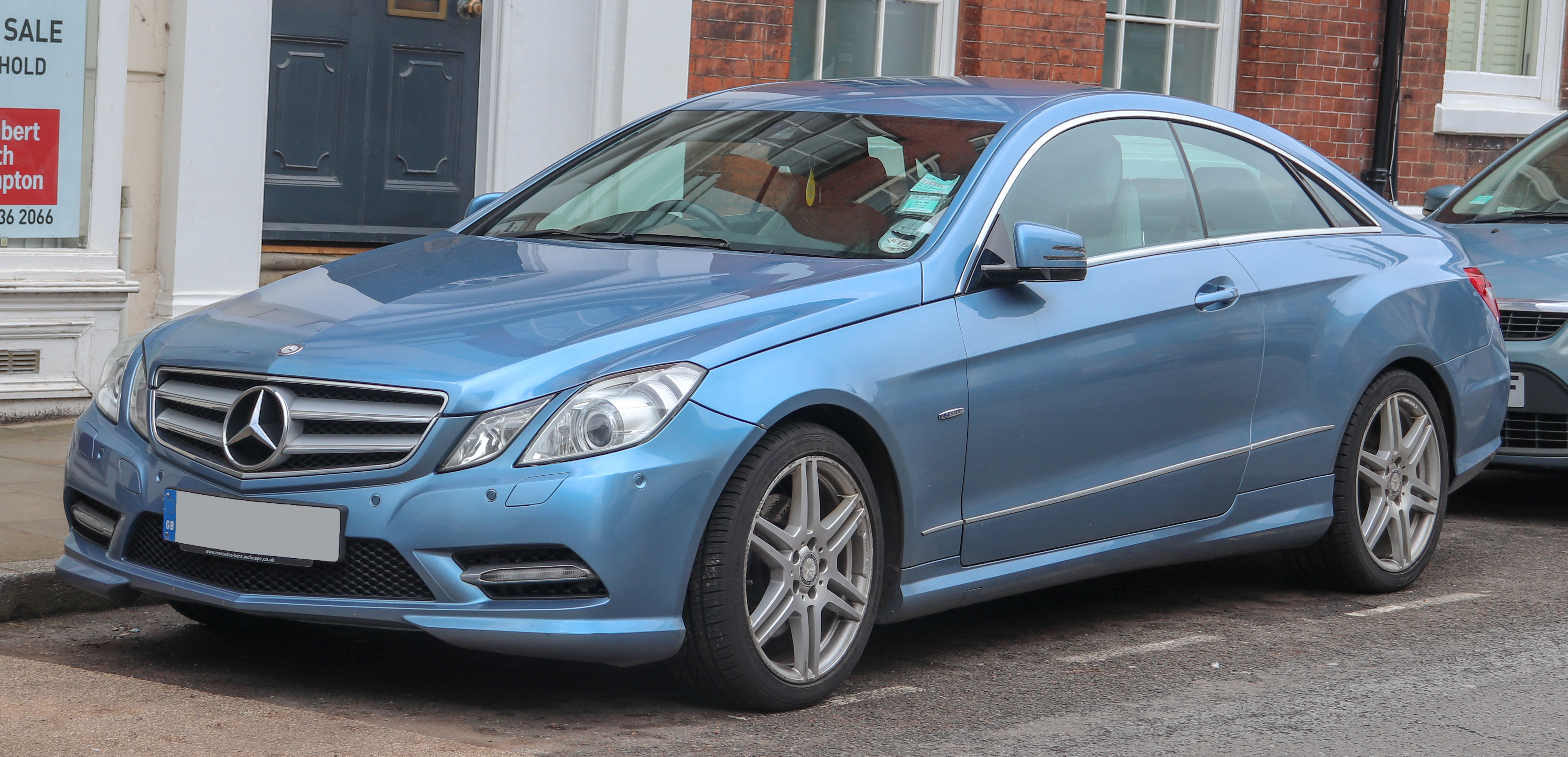
Mercedes-Benz klasy E Coupe II (C207)

Mercedes-Benz klasy E IV zadebiutował po raz pierwszy w 2009 roku.
Samochód otrzymał kod fabryczny W212 dla wersji sedan oraz S212 dla wersji kombi. Czwarta generacji Klasy E była zarazem najbardziej zaawansowanym technicznie modelem w historii marki w momencie premiery. Sprzedaż w Polsce ruszyła w maju 2009. W lipcu dołączyła odmiana coupé oparta na płycie podłogowej Klasy C (model W204), a we wrześniu – kombi.
W listopadzie 2011 klasa E doczekała się tzw. małego liftingu, zmieniono światła dzienne LED, wyświetlacz zegara na kolorowy, całkowicie zrezygnowano z pięciobiegowych przekładni automatycznych, zastępując je skrzynią 7G PLUS. Po kolejnym miesiącu przeniesiono drążek zmiany biegów i umieszczono przy kierownicy (wzorem Mercedesa S i CL), zmieniono również kierownicę na trójramienną, wyposażoną dodatkowo w manetki do zmiany biegów.
W grudniu 2012 roku Mercedes-Benz zaprezentował czwartą generację Klasy E po największej modernizacji w historii modelu. W jej ramach całkowicie zmieniono wygląd przodu, wypełnienie tylnych lamp i przedni kokpit. Największą zmianą okazały się przednie reflektory, które po raz pierwszy od czasu premiery drugiej generacji w 1995 roku przestały być dwuczęściowe i przyjęły zamiast tego zintegrowany, owalnopodobny kształt ze zintegrowanymi światłami do jazdy dziennej w technologii LED. We wnętrzu pojawiło się nowe koło kierownicy, zmodernizowany kokpit, nowe elementy wyposażenia i nowe materiały wykończeniowe.

### Coupe/cabriolet
W 2009 roku Mercedes powrócił do używania nazwy E Coupe po 12 latach przerwy z powodu porządków w nazewnictwie. Wersja Coupe i Cabriolet zyskała inaczej stylizowane nadwozie, przemodelowane reflektory i inną, bardziej sportową sylwetkę nadwozia. Model oparto na bazie mniejszej Klasy C.

### Silniki
- Benzynowe:

Nowa E-klasa będzie miała w ofercie 4-, 6- i 8-cylindrowe silniki. Najsłabsza jednostka benzynowa (E 200) ma 184 KM i 270 Nm momentu obrotowego. Kolejna w ofercie jest E 250 – 204 konie mechaniczne i 310 Nm. Wyżej plasuje się E 350 CGI – 292 konie mechaniczne i 365 Nm oraz E 500 – 387 koni mechanicznych i 530 Nm. Na szczycie oferty znajduje się wersja E 63 AMG z silnikiem o mocy 557 KM.
- Wysokoprężne:

E 200 CDI ma 136 koni mechanicznych i 360 Nm momentu obrotowego. E 220 CDI osiąga moc 170 koni mechanicznych i maksymalny moment 400 Nm. E 250 CDI generuje 204 konie mocy i 500 Nm. Najmocniejszym dieslem jest 3-litrowy E 350 CDI o mocy 265 koni mechanicznych i momencie o wartości nawet 620 Nm.
- CNG:

Pod koniec 2010 roku Mercedes-Benz oficjalnie przedstawił na swojej stronie internetowej model klasy E z fabryczną instalacją zasilania sprężonym gazem ziemnym (CNG). Samochód został oznaczony przez producenta jako E 200 NGT (skrót od Natural Gas Technology). Silnik generuje 163 konie mocy i 240 Nm. W maju 2011 roku Mercedes E 200 NGT otrzymał prestiżowy tytuł ekologicznej taksówki roku.
- Elektryczna:

W 2011 roku Mercedes-Benz W212 doczekał się także wersji elektrycznej Brabus High Performance 4WD Full Electric, która napędzana jest przez cztery, montowane w kołach silniki elektryczne o łącznej mocy 435 KM, rozwijające 320 Nm momentu obrotowego. Auto z takim napędem przyspiesza od 0 do 100 km/h w 6,9 s. Firma Brabus nie wyklucza wyprodukowania limitowanej serii Brabus High Performance 4WD Full Electric.

### Dane techniczne
| Wersja                         | Silnik:                   | Układ zasilania:   | Średnica × skok tłoka: | St. sprężania:     | Moc maksymalna:                         | Maks. moment obrotowy           | 0–100 km/h:        | V-max:             |
| Silniki benzynowe:             | Silniki benzynowe:        | Silniki benzynowe: | Silniki benzynowe:     | Silniki benzynowe: | Silniki benzynowe:                      | Silniki benzynowe:              | Silniki benzynowe: | Silniki benzynowe: |
| ------------------------------ | ------------------------- | ------------------ | ---------------------- | ------------------ | --------------------------------------- | ------------------------------- | ------------------ | ------------------ |
| E200 CGI                       | R4 1,8 l (1796 cm³), DOHC | wtrysk bezpośredni | 82,00 mm × 85,00 mm    | 9,8:1              | 184 KM (135 kW) przy 5250 obr./min      | 270 N•m przy 1800-4600 obr./min | 8,7 s              | 236 km/h           |
| E250 CGI                       | R4 1,8 l (1796 cm³), DOHC | wtrysk bezpośredni | 82,00 mm × 85,00 mm    | 9,3:1              | 204 KM (150 kW) przy 5500 obr./min      | 310 Nm przy 2000-4300 obr./min  | 7,7 s              | 250 km/h           |
| E350                           | V6 3,5 l (3498 cm³), DOHC | wtrysk EFi         | 92,90 mm × 86,00 mm    | 10,7:1             | 272 KM (200 kW) przy 6000 obr./min      | 350 Nm przy 2400-5000 obr./min  | 6,4 s              | 250 km/h           |
| E350 CGI                       | V6 3,5 l (3498 cm³), DOHC | wtrysk bezpośredni | 92,90 mm × 86,00 mm    | 12,2:1             | 292 KM (215 kW) przy 6400 obr./min      | 365 Nm przy 3000-5100 obr./min  | 6,3 s              | 250 km/h           |
| E400                           | V6 3,0 l (2966 cm³), DOHC | wtrysk bezpośredni | 92,90 mm × 86,00 mm    | 10,5:1             | 333 KM (245 kW) przy 6500 obr./min      | 480 Nm przy 3500 obr./min       | 5,3 s              | 250 km/h           |
| E500                           | V8 5,5 l (5461 cm³), DOHC | wtrysk EFi         | 98,00 mm × 90,50 mm    | 10,7:1             | 388 KM (285 kW) przy 6000 obr./min      | 530 Nm przy 2800-4800 obr./min  | 5,3 s              | 250 km/h           |
| E500                           | V8 4,7 l (4633 cm³), DOHC | wtrysk bezpośredni | 92,90 mm × 86,00 mm    | 11,0:1             | 408 KM (kW) przy 5000 obr./min          | 600 Nm przy 1600-4750 obr./min  | 4,9 s              | 250 km/h           |
| E63 AMG                        | V8 6.2 l (6208 cm³), DOHC | wtrysk EFi         | 102,20 mm × 94,60 mm   | 11,3:1             | 525 KM (386 kW) przy 5500 obr./min      | 630 Nm przy 5200 obr./min       | 4,5 s              | 250 km/h           |
| E63 AMG                        | V8 5.5 l (5461 cm³), DOHC | wtrysk bezpośredni | 98,00 mm × 90,50 mm    | 10,0:1             | 558 KM (410 kW) przy 5250 obr./min      | 720 Nm przy 1750-5000 obr./min  | 4,2 s              | 250 km/h           |
| E63 AMG 4matic                 | V8 5.5 l (5461 cm³), DOHC | wtrysk bezpośredni | 98,00 mm × 90,50 mm    | 10,0:1             | 558 KM (410 kW) przy 5250 obr./min      | 720 Nm przy 1750-5000 obr./min  | 3,7 s              | 250 km/h           |
| E63s AMG                       | V8 5.5 l (5461 cm³), DOHC | wtrysk bezpośredni | 98,00 mm × 90,50 mm    | 10,0:1             | 585 KM (430 kW) przy 5500 obr./min      | 800 Nm przy 2000-4500 obr./min  | 3,6 s              | 250 km/h           |
| Silniki wysokoprężne:          |                           |                    |                        |                    |                                         |                                 |                    |                    |
| E200 CDI                       | R4 2,1 l (2143 cm³), DOHC | wtrysk common rail | 83,00 mm × 99,00 mm    | 16,2:1             | 136 KM (100 kW) przy 2800-4600 obr./min | 360 Nm przy 1400-2800 obr./min  | 10,2 s             | 215 km/h           |
| E220 CDI                       | R4 2,1 l (2143 cm³), DOHC | wtrysk common rail | 83,00 mm × 99,00 mm    | 16,2:1             | 170 KM (125 kW) przy 3000-4200 obr./min | 400 Nm przy 1400-2800 obr./min  | 8,7 s              | 231 km/h           |
| E250 CDI                       | R4 2,1 l (2143 cm³), DOHC | wtrysk common rail | 83,00 mm × 99,00 mm    | 16,2:1             | 204 KM (150 kW) przy 4200 obr./min      | 500 Nm przy 1600-1800 obr./min  | 7,5 s              | 242 km/h           |
| E350 CDI                       | V6 3,0 l (2987 cm³), DOHC | wtrysk common rail | 83,00 mm × 92,00 mm    | 15,5:1             | 231 KM (170 kW) przy 3800 obr./min      | 540 Nm przy 1600-2400 obr./min  | 6,9 s              | 250 km/h           |
| E350CDI                        | V6 3,0l (2987 cm³) DOHC   | wtrysk common rail | 83,00mm x 99,00mm      | 16,0 : 1           | 265 KM (195 kW) przy 3600 obr./min      | 620 Nm przy 1600-2400 obr./min  | 6,6s               | 250 km/h           |
| Silnik zasilany gazem ziemnym: |                           |                    |                        |                    |                                         |                                 |                    |                    |
| E200 NGT                       | R4 1,8 l (1796 cm³), DOHC | wtrysk bezpośredni | 82,00 mm × 85,00 mm    | 9,3:1              | 163 KM (120 kW) przy 5500 obr./min      | 240 Nm przy 3000-4000 obr./min  | 10,4 s             | 224 km/h           |

## Piąta generacja

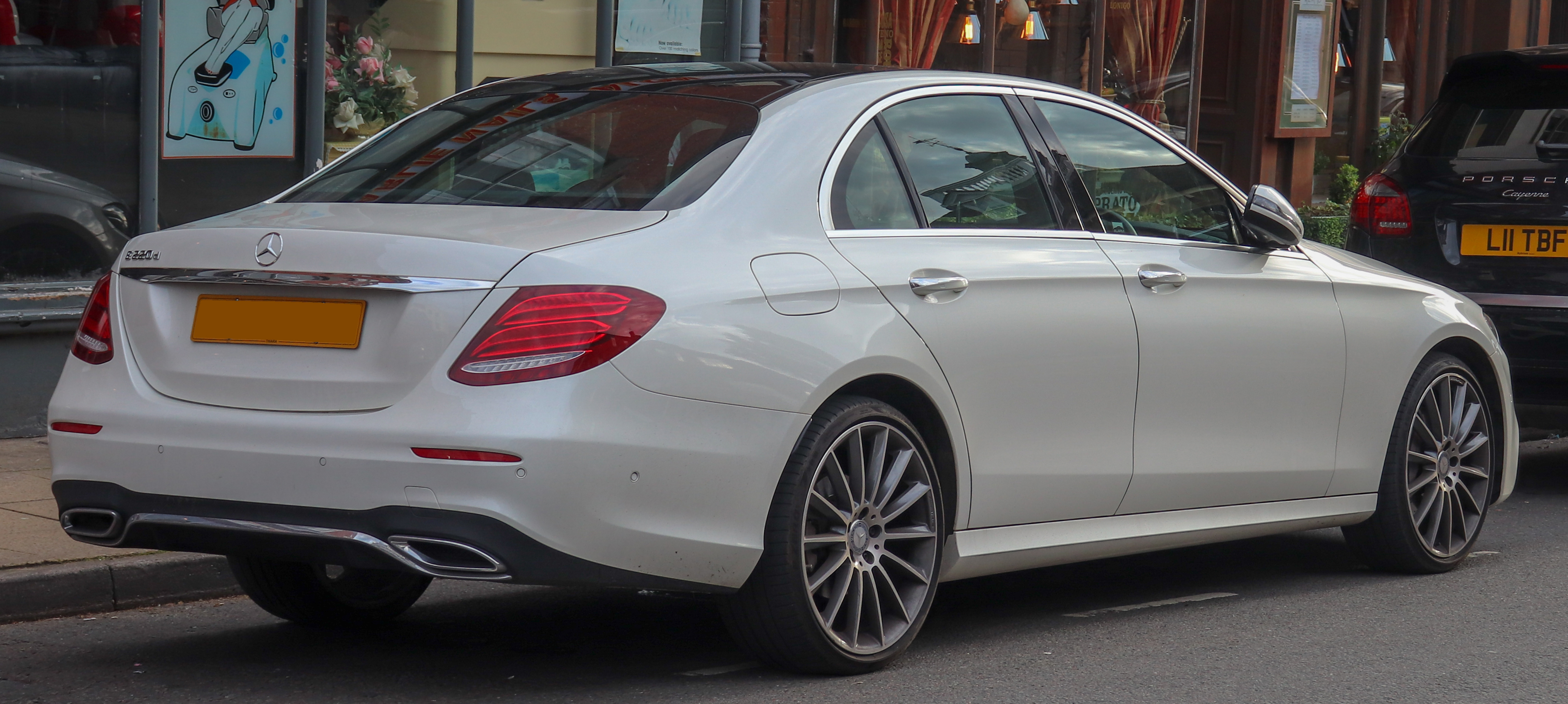
Mercedes-Benz klasy E V (W213) – tył przed liftingiem

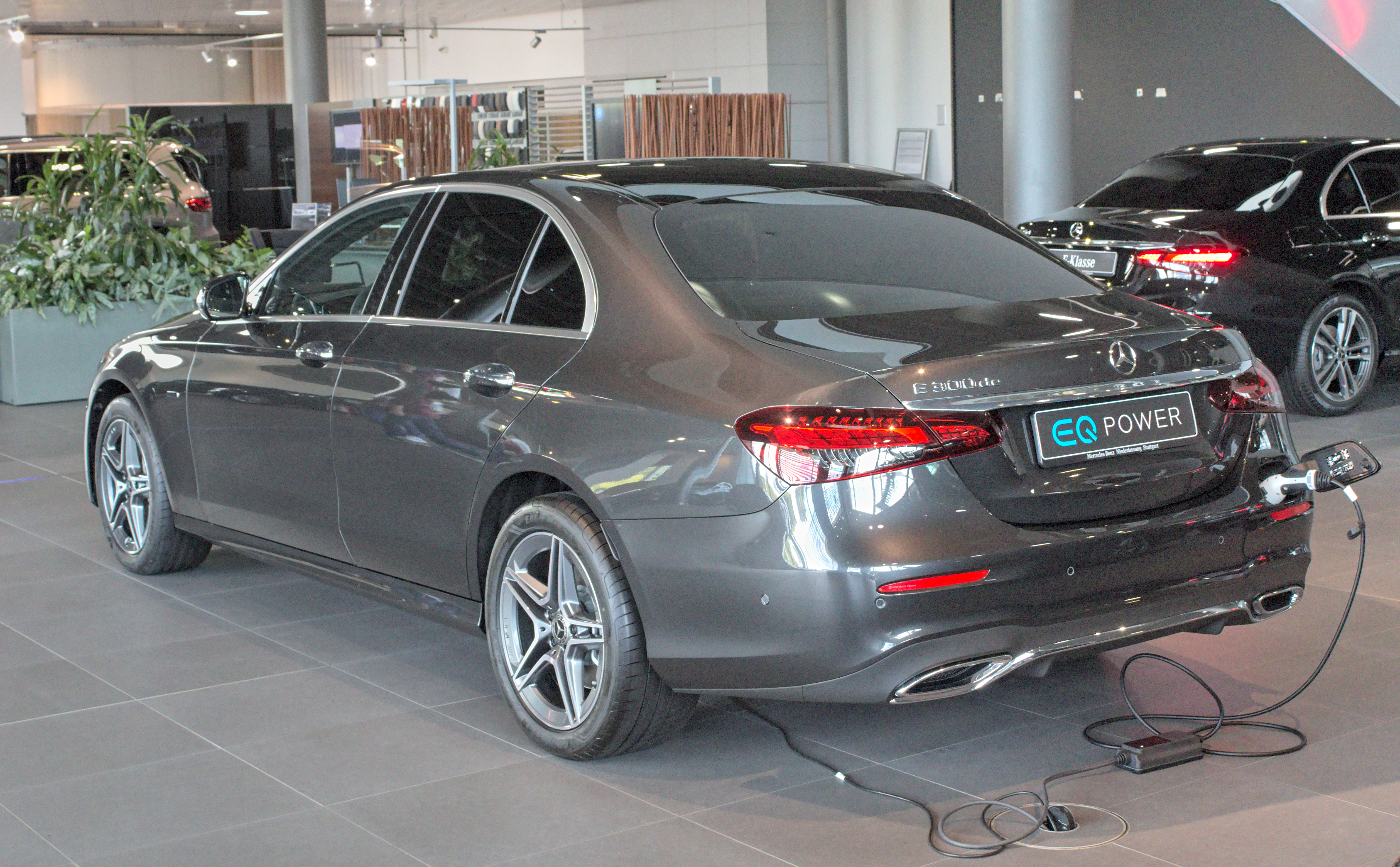
Mercedes-Benz klasy E V (W213) – tył po liftingu

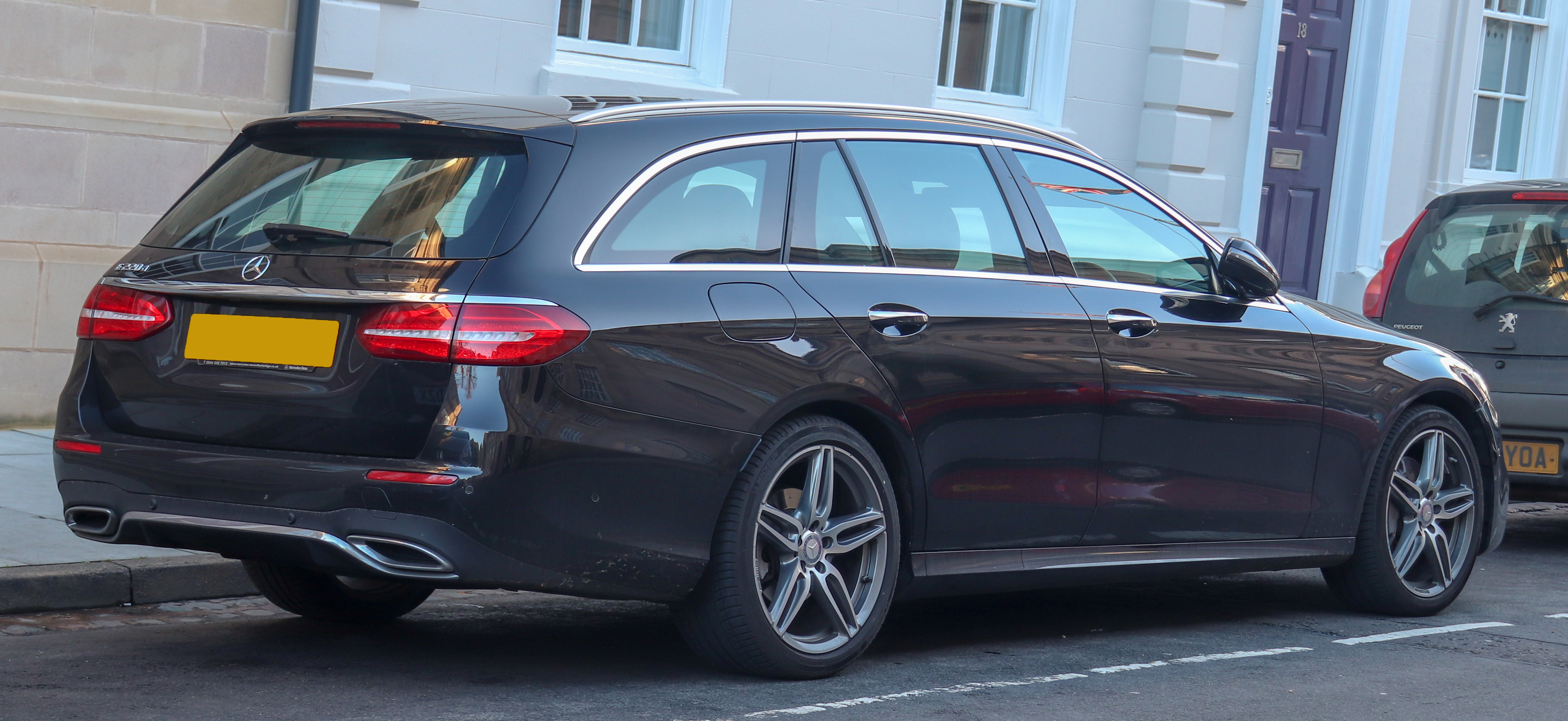
Mercedes-Benz klasy E V Kombi (S213) – tył przed liftingiem

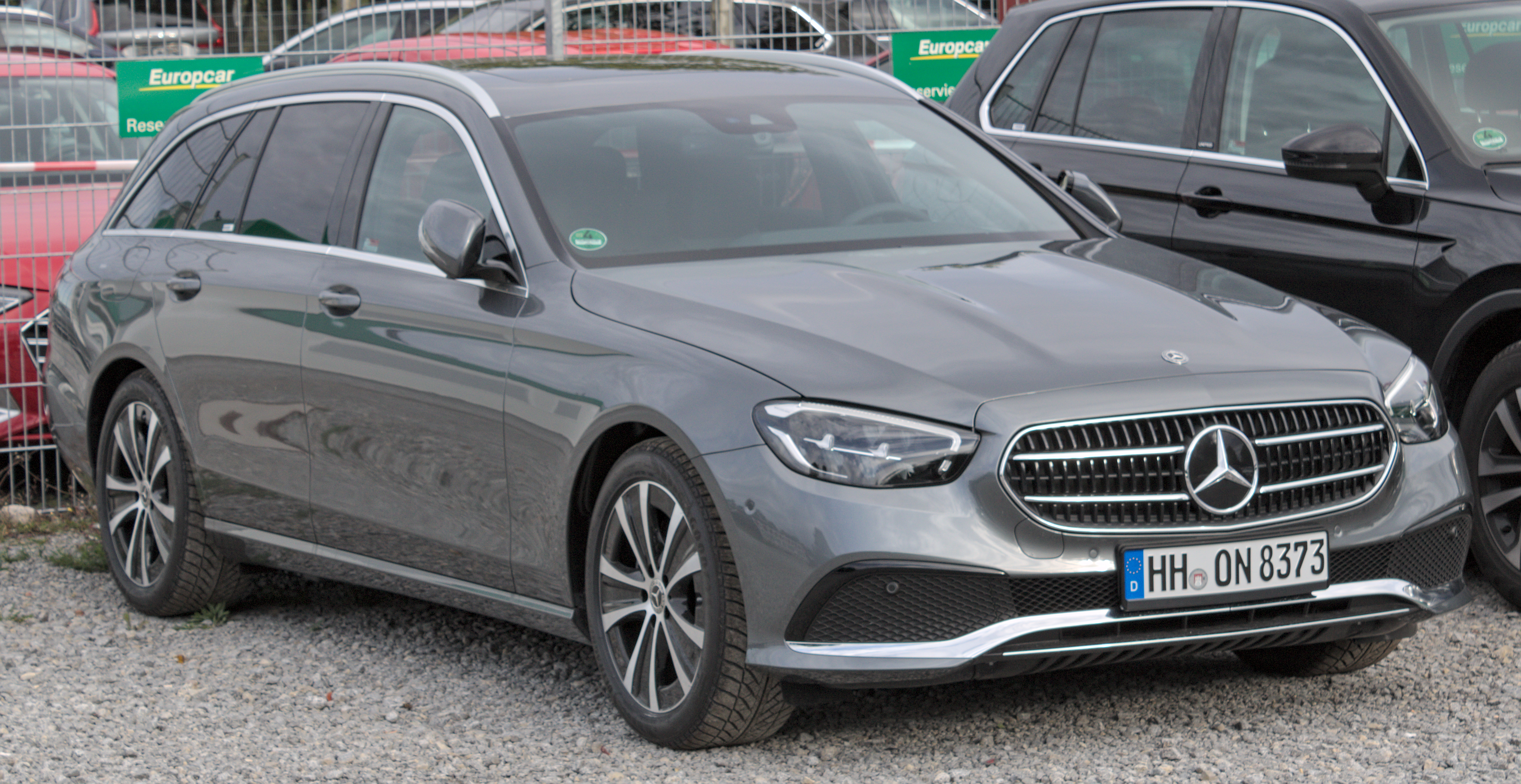
Mercedes-Benz klasy E V Kombi (S213) – po liftingu (Avangarde)

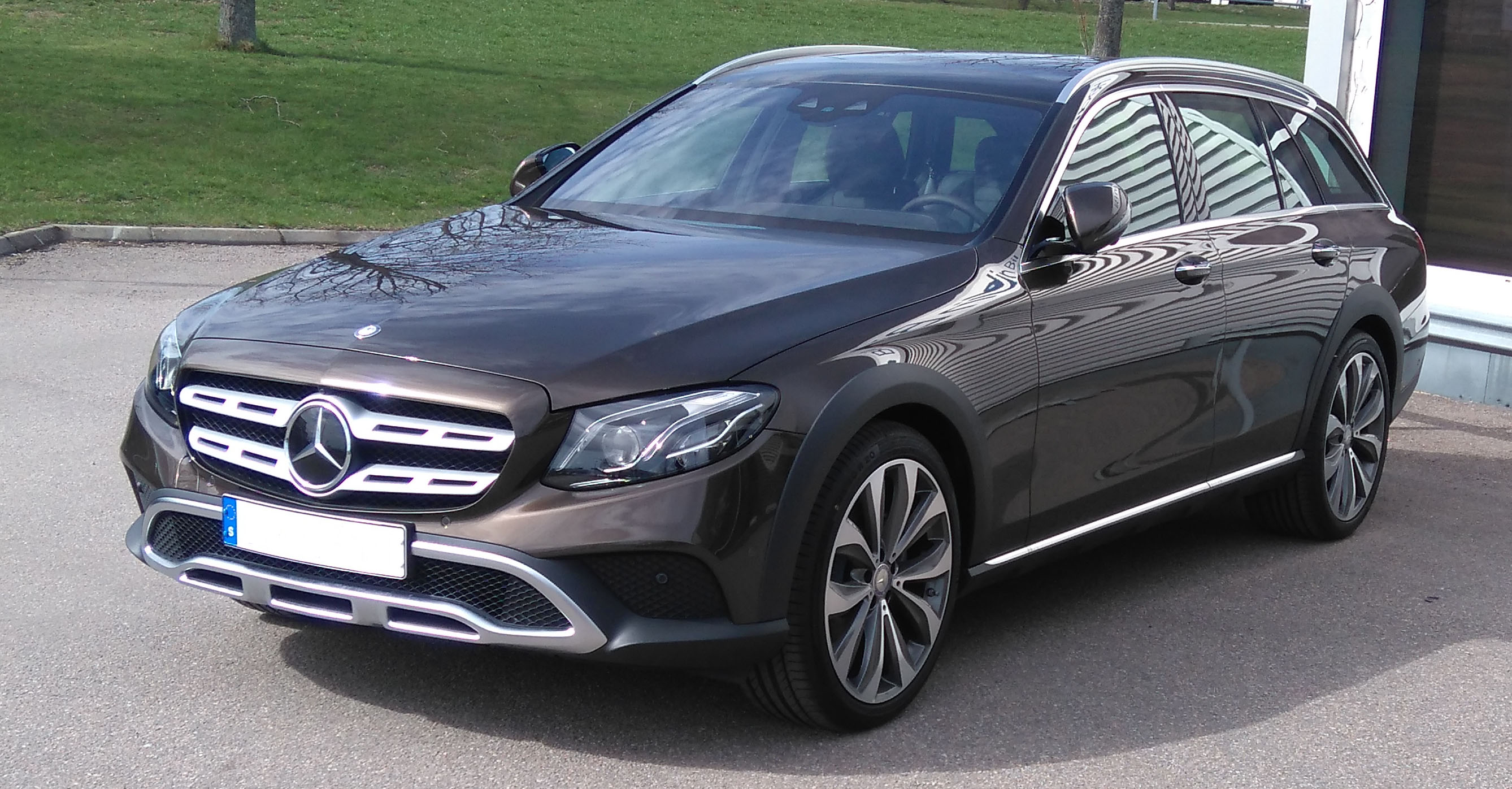
Mercedes-Benz klasy E All Terrain (V213)

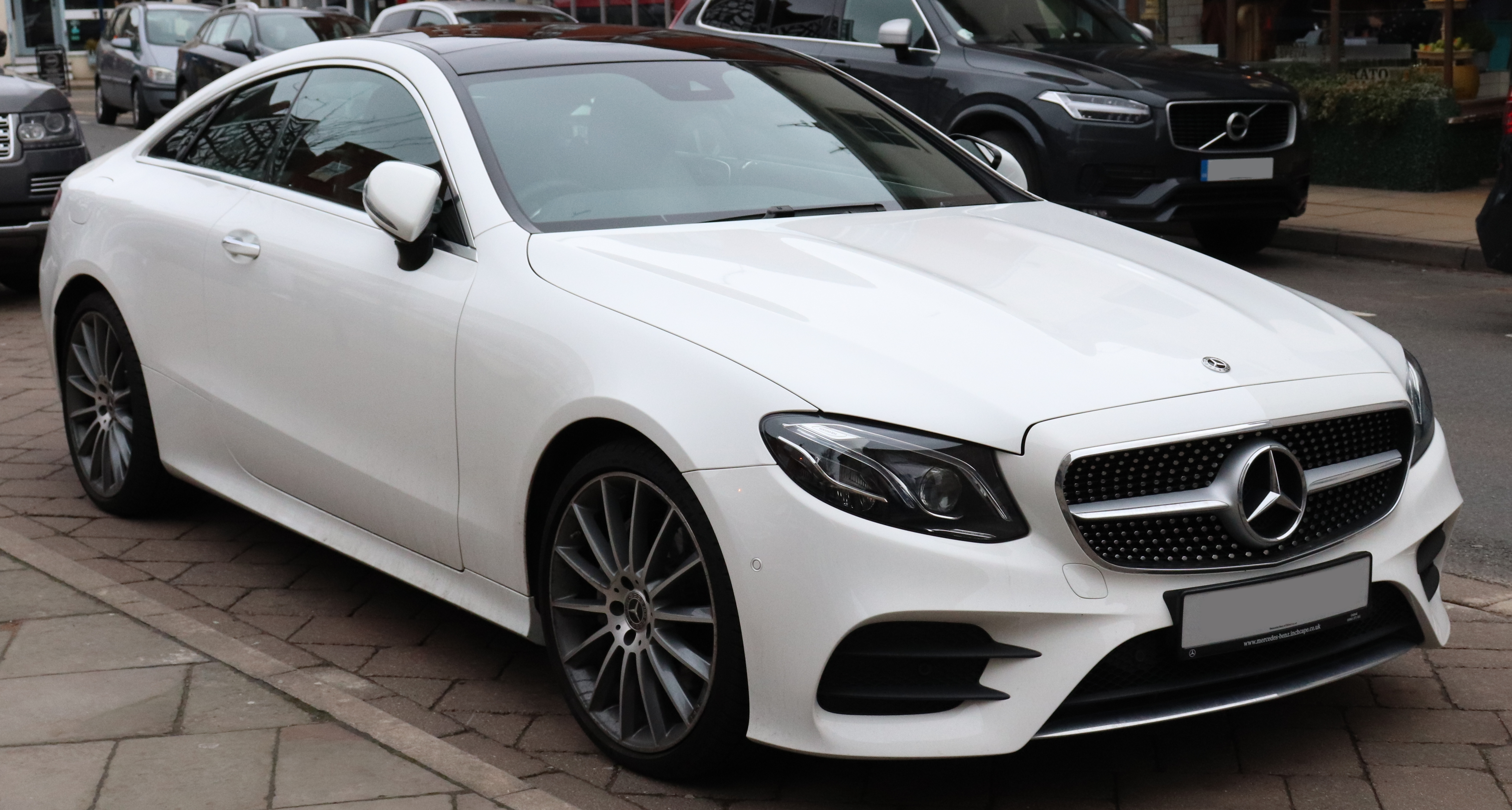
Mercedes-Benz klasy E Coupe III (C238)

Mercedes-Benz klasy E V zadebiutował po raz pierwszy w 2016 roku.
Wersja sedan otrzymała kod fabryczny W213, odmiana kombi S213, a podwyższona All Terrain V213. Nowa E klasa została zaprezentowana w styczniu 2016 roku na Detroit Auto Show. Stylistycznie nawiązuje on w dużym stopniu do droższego modelu W222. Rozpoczęcie sprzedaży miało miejsce wiosną 2016 roku.
Według Mercedesa cały proces opracowania auta zajął ponad 48 miesięcy. W tym czasie zostało wyprodukowane 1200 prototypów które przejechały ponad 12 milionów kilometrów w najcięższych warunkach pogodowych, poczynając od temperatur poniżej zera i w śniegu, aż po najgorętsze pustynie świata. Prototypy samochodu przeszły przez ponad 10 tysięcy testów autonomicznego hamowania oraz 5 tysięcy zmian pasa ruchu bez udziału kierowcy. Nad nową E klasą pracowało zaś ponad 1200 inżynierów z całego świata.

### Coupe/cabriolet
Trzecia odsłona sportowego wariantu Klasy E ujrzała światło dzienne w 2017 roku. Podobnie jak poprzednik, zyskała odmienną, bardziej sportową sylwetkę nadwozia i zupełnie inaczej stylizowany tył. Ofertę podobnie wzbogaciła wersja cabriolet z miękkim, składanym dachem.

### Modernizacja
W 2020 roku została zaprezentowana piąta generacja Klasy E po gruntownej modernizacji. Jej zakres był podobnie rozległy, co w przypadku poprzednika, który również przeszedł równie duże zmiany w 2012 roku. Samochód otrzymał zmodyfikowany kształt reflektorów, inny przedni zderzak, zmieniony kształt atrapy chłodnicy i przemodelowany kokpit. Najwięcej zmienił się z tyłu – jednoczęściowe lampy zastąpiły węższe, dwuczęściowe zachodzące na klapę bagażnika (w przypadku wersji sedan).

### Funkcje specjalne
Zaawansowane funkcje modelu W213 zostały przedstawione na prezentacji technologicznej w lipcu 2015. Nadchodząca E klasa ma być nowym krokiem Mercedesa w kierunku autonomicznej jazdy. Przyczynić ma się do tego dziewięć całkowicie nowych systemów wspomagających kierowcę. Samochód będzie również posiadał wiele funkcji będących już zaadaptowanych w najnowszej S klasie W222, lecz zgodnie z obietnicami Mercedesa ma je przenieść na całkowicie nowy poziom.
Wiele czujników, kamer i radarów ma pozwolić na pół-autonomiczną jazdę. Nowoczesny autopilot (nazywany Intelligent Drive) pozwala nowej E klasie pokonywać zakręty, zachowując jednocześnie bezpieczną odległość od wolniejszych pojazdów poruszających się z przodu pojazdu aż do maksymalnej prędkości 210 km/h (130 mph). W przypadku gdy komputer wykryje zagrożenie wymagające natychmiastowej reakcji kierowcy, system użyje ostrzeżenia dźwiękowego oraz świetlnego na przedniej szybie, wyświetlając ostrzeżenie o wymaganym niezwłocznym przejęciu kontroli nad pojazdem.

### Systemy bezpieczeństwa
Samochód aktywnie skanuje całe otoczenie wokół pojazdu w poszukiwaniu innych pojazdów, pieszych, odczytuje również linie na drodze, oraz znaki drogowe i podejmuje niezbędne decyzje w zależności od określonej sytuacji. Jest w stanie również samodzielnie dostosowywać prędkość w zależności od pojawiających się znaków drogowych.
Asystent aktywnego hamowania będzie ostrzegał i zapobiegał potencjalnym kolizjom. System ten w nowej E klasie jest zdolny do wyświetlania świetlnych (pisemnych) ostrzeżeń o potencjalnym niebezpieczeństwie, jak też automatycznego hamowania w przypadku stwierdzenia bezpośredniego zagrożenia.
System ten jest również zdolny do wykrywania i analizowania ruchu drogowego oraz zapobiegania niebezpiecznym manewrom zarówno ze strony innych kierowców, jak i pieszych. Gdy wykryje zagrożenie będzie próbował je ominąć i uniknąć wypadku.
System wzajemnej komunikacji w który jest wyposażony komputer pokładowy, umożliwia porozumiewanie się samochodu z innymi autami wyposażonymi w podobne funkcje i wzajemne ostrzeganie się o niebezpieczeństwach na drodze.
W przypadku gdy zostanie stwierdzona nieunikniona kolizja boczna, komputer automatycznie wyrzuci boczne poduszki powietrzne by oddzielić pasażerów od strefy bezpośredniego uderzenia w pojazd.
Specjalna aplikacja na telefony komórkowe (smartfony) umożliwi zdalne parkowania auta, otwieranie i zamykanie drzwi oraz uruchamianie i wyłączanie silnika.

### Silniki
- Benzynowe:

Nowa E-klasa będzie miała w ofercie 4-, 6- i 8-cylindrowe silniki. Najsłabsza jednostka benzynowa (E 200) ma 184 KM i 300 Nm momentu obrotowego. Kolejna w ofercie jest E250 – 211 koni mechanicznych i 350 Nm. Wyżej plasuje się E43 AMG – 401 koni mechanicznych i 521 Nm i E63 AMG mający 571 koni mechanicznych i 750 Nm. Na szczycie oferty znajduje się wersja E63 AMG S z silnikiem o mocy 612 KM i 850 Nm momentu obrotowego.
- Wysokoprężne:

E220d ma moc 194 koni mechanicznych i 400 Nm momentu obrotowego. E350d osiąga moc 258 koni mechanicznych i maksymalny moment obrotowy 620 Nm.

### Dane techniczne
| Model                | Produkowany od    | Silnik            | Pojemność skokowa [cm³] | Moc maks. KM                                                  | Maks. moment obrotowy | Przyspieszenie 0–100 km/h | Prędkość maks.                        |
| Silniki benzynowe    | Silniki benzynowe | Silniki benzynowe | Silniki benzynowe       | Silniki benzynowe                                             | Silniki benzynowe     | Silniki benzynowe         | Silniki benzynowe                     |
| -------------------- | ----------------- | ----------------- | ----------------------- | ------------------------------------------------------------- | --------------------- | ------------------------- | ------------------------------------- |
| E200                 | 2016              | R4                | 1991                    | 184                                                           | 300 N·m               | 7.7 s                     | 240 km/h                              |
| E200                 | 2019              | R4                | 1991                    | 197                                                           | 320 N·m               | 7.5 s                     | 240 km/h                              |
| E250                 | 2016              | R4                | 1991                    | 211                                                           | 350 N·m               | 6.6 s                     | 246 km/h                              |
| E300                 | 2016              | R4                | 1991                    | 245                                                           | 370 N·m               | 6.2 s                     | 250 km/h                              |
| E300                 | 2020              | R4                | 1991                    | 258                                                           | 370 N·m               | 6.2 s                     | 250 km/h                              |
| E350                 | 2019              | R4                | 1991                    | 299                                                           | 400 N·m               | 5.9 s                     | 250 km/h                              |
| E400                 | 2016              | V6                | 3498                    | 333                                                           | 480 N·m               | 5.8 s                     | 250 km/h                              |
| E450                 | 2018              | V6                | 2996                    | 367                                                           | 500 N·m               | 5.0 s                     | 250 km/h                              |
| E43 AMG              | 2016              | V6                | 2996                    | 401                                                           | 521 N·m               | 4.6 s                     | 250 km/h (ograniczane elektronicznie) |
| E53 AMG              | 2018              | R6                | 2999                    | 435                                                           | 520 N·m               | 4.5 s                     | 250 km/h (ograniczane elektronicznie) |
| E63 AMG              | 2016              | V8                | 3982                    | 571                                                           | 750 N·m               | 3.5 s                     | 250 km/h (ograniczane elektronicznie) |
| E63 AMG S            | 2016              | V8                | 3982                    | 612                                                           | 850 N·m               | 3.4 s                     | 250 km/h (ograniczane elektronicznie) |
| Silniki wysokoprężne |                   |                   |                         |                                                               |                       |                           |                                       |
| E200d                | 2016              | R4                | 1950                    | 150                                                           | 360 N·m               | 8.2 s                     | 224 km/h                              |
| E200d                | 2018              | R4                | 1598                    | 160                                                           | 360 N·m               | 7.9 s                     | 226 km/h                              |
| E220d                | 2016              | R4                | 1950                    | 194                                                           | 400 N·m               | 7.2 s                     | 240 km/h                              |
| E220d                | 2022              | R4                | 1993                    | 200                                                           | 440 N·m               | 7.2 s                     | 240 km/h                              |
| E300d                | 2018              | R4                | 1950                    | 245                                                           | 500 N·m               | 6.6 s                     | 250 km/h                              |
| E300d                | 2021              | R4                | 1993                    | 285                                                           | 550 N·m               | 6.3 s                     | 250 km/h                              |
| E350d                | 2016              | V6                | 2987                    | 258                                                           | 620 N·m               | 5.9 s                     | 250 km/h                              |
| E350d                | 2018              | R6                | 2925                    | 286                                                           | 620 N·m               | 5.7 s                     | 250 km/h                              |
| E400d                | 2018              | R6                | 2925                    | 340                                                           | 700 N·m               | 4.9 s                     | 250 km/h                              |
| Silniki hybrydowe    |                   |                   |                         |                                                               |                       |                           |                                       |
| E300 e               | 2019              | R4                | 1991                    | Silnik spalinowy: 211 Silnik elektryczny: 122 Łączna moc:320  | 700 N·m               | 5.6 s                     | 250 km/h                              |
| E300de               | 2019              | R4                | 1950                    | Silnik spalinowy: 194 Silnik elektryczny: 122 Łączna moc: 306 | 700 N·m               | 5.7s                      | 250 km/h                              |

## Szósta generacja

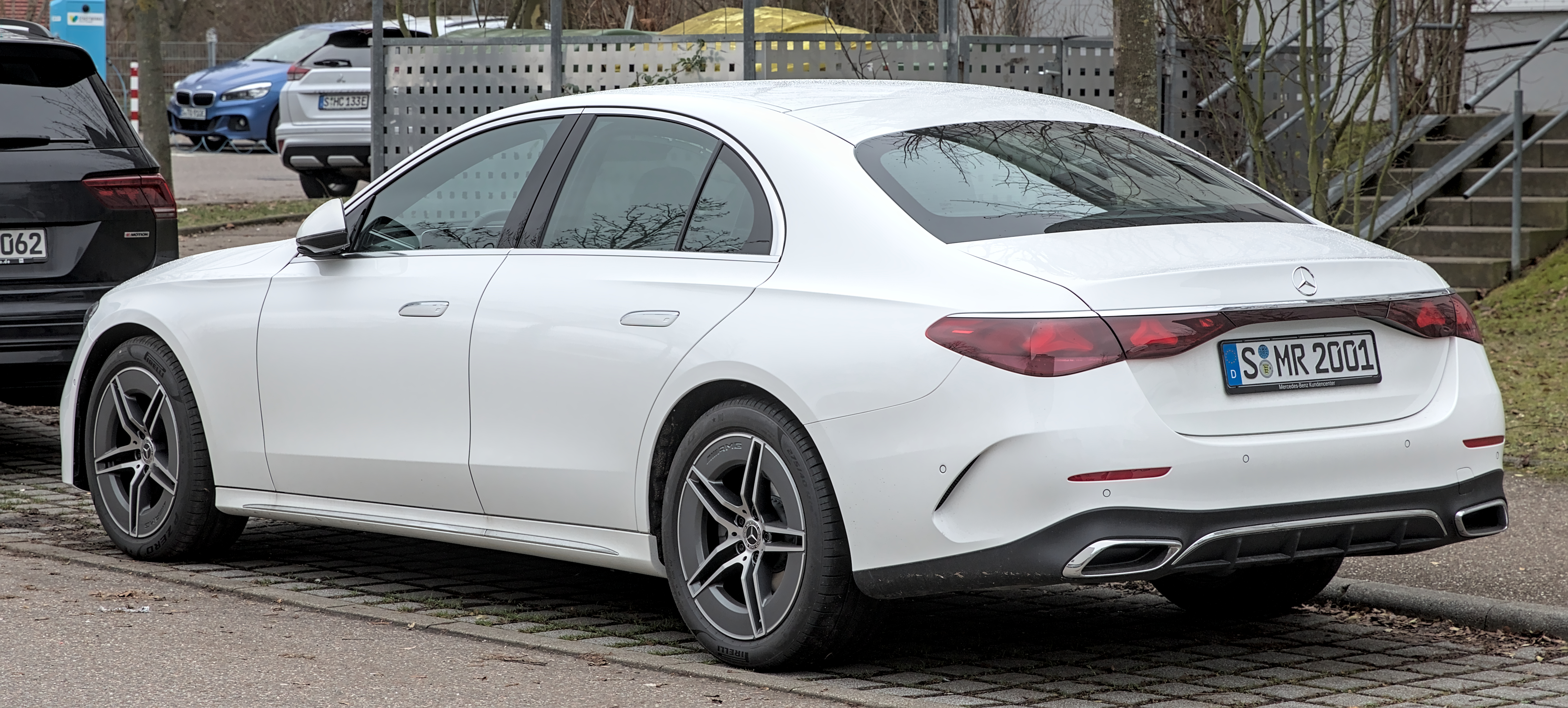
Mercedes-Benz klasy E VI (W214) – tył

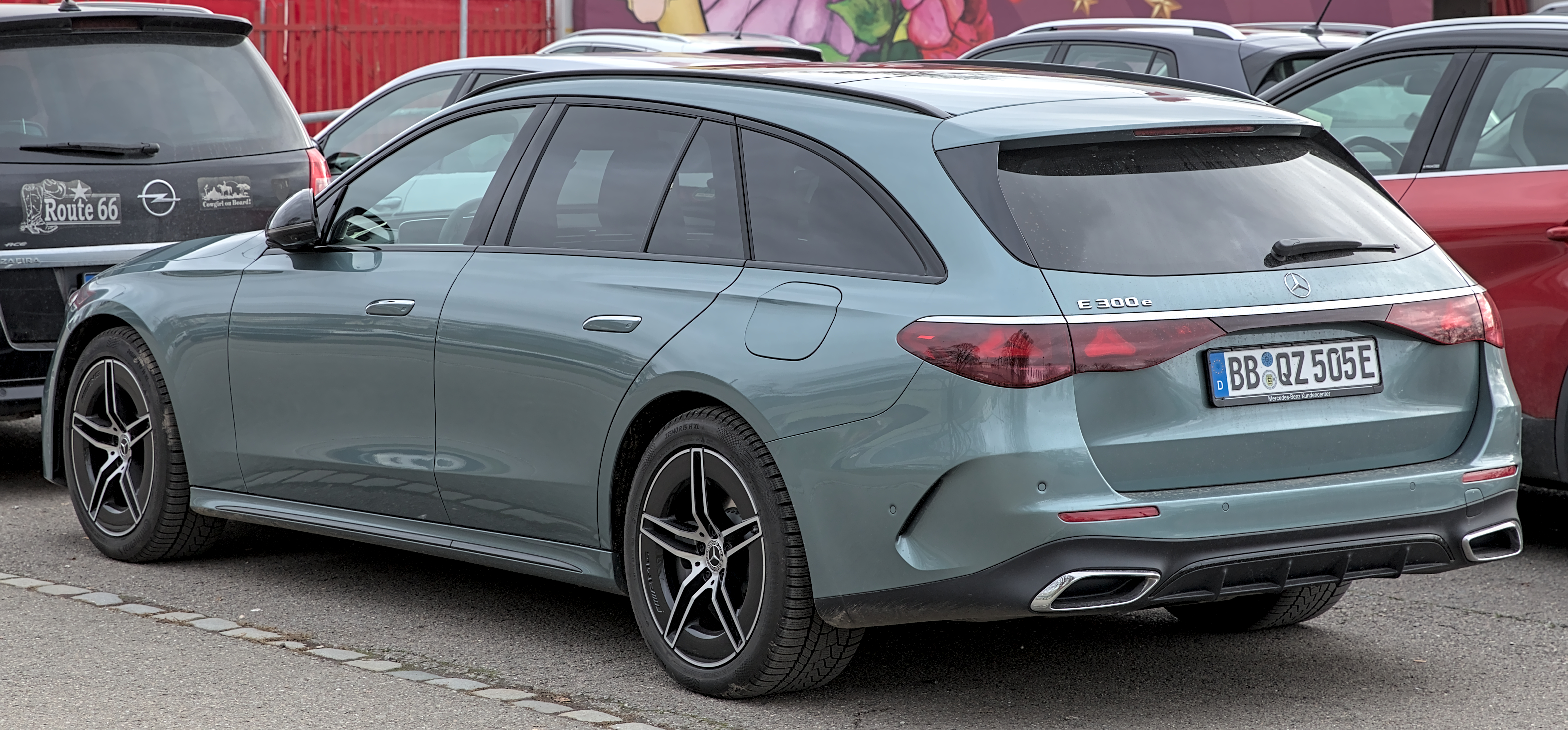
Mercedes-Benz klasy E VI Kombi (S214)

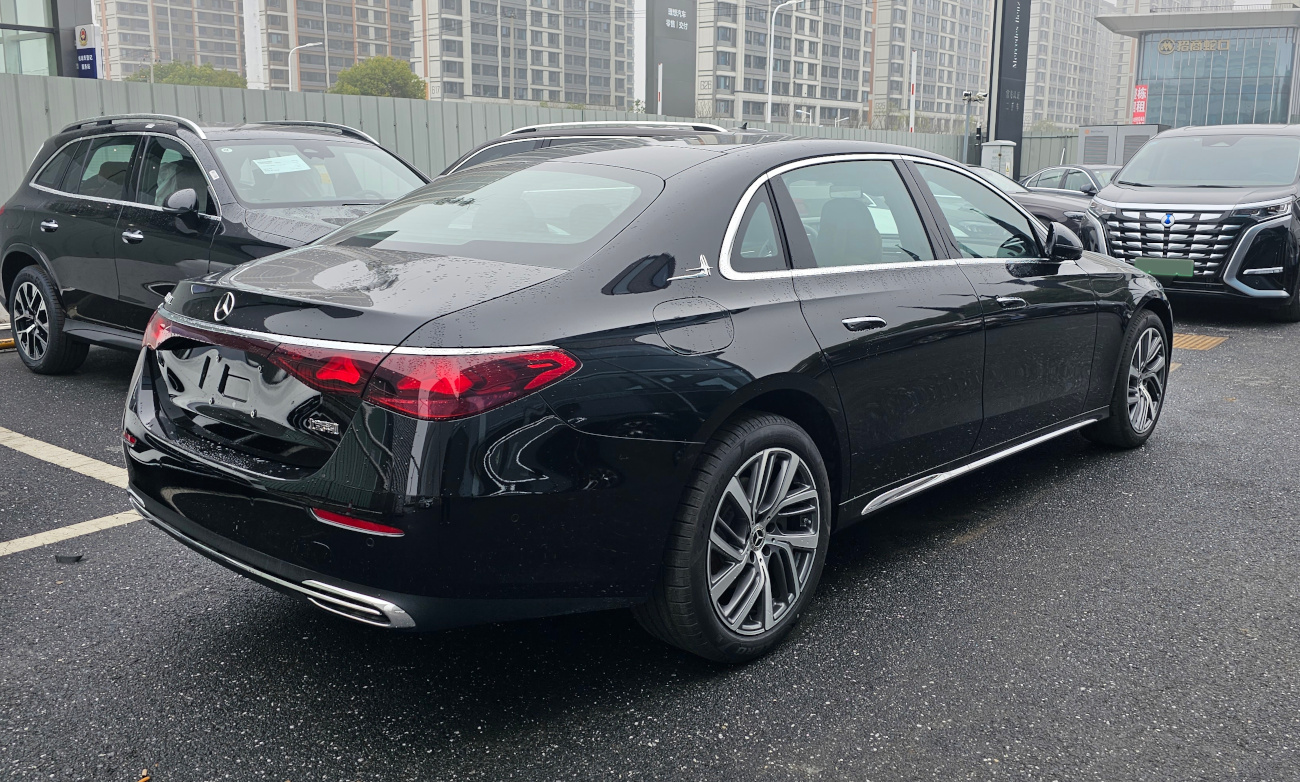
Mercedes-Benz klasy E VI (V214)

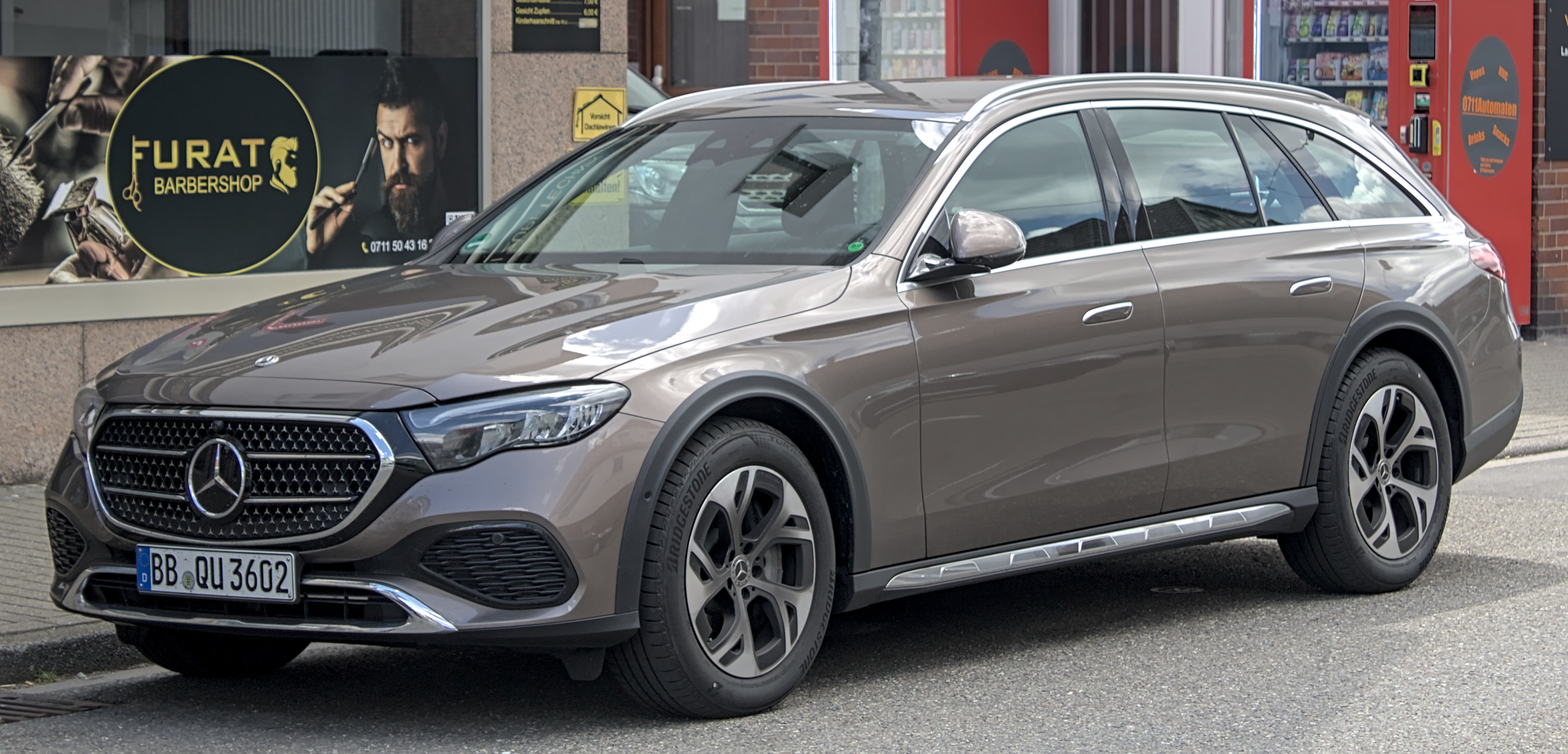
Mercedes-Benz klasy E All-Terrain (X214)

Mercedes-Benz klasy E VI został zaprezentowany 25 kwietnia 2023 roku.  
Samochód zyskał kod fabryczny W214 dla wersji sedan, S214 dla wersji kombi, X214 dla podwyższonej wersji All-Terrain i V214 dla wydłużonej wersji przeznaczonej na rynek chiński. W maju 2023 roku została zaprezentowana odmiana L na rynek chiński. W czerwcu 2023 roku zaprezentowano odmianę kombi, a we wrześniu terenową odmianę All-Terrain. Sprzedaż modelu w Polsce ruszyła jesienią 2023 roku. 
W przeciwieństwie do poprzednika nowy model nie jest dostępny w wersjach coupe i cabriolet, które są oferowane teraz jako CLE. 

### Stylistyka
Przednie reflektory mają nieco inny kształt. Cały front jest zupełnie inny, ale wciąż będzie w nim widać Mercedesa. Z kolei nad tylnymi lampami znajduje się chromowana listwa, która nawiązuje do S-Klasy. Klamki są chowane elektronicznie – przynajmniej tak sugeruje grafika. Jeżeli chodzi o wnętrze, to jest w nim kilka projektów zgodnych z tymi w C- i S-Klasie. Instrumenty są takie same, ale zmieniła się ich „oprawa”, by móc je odróżnić. Fizyczny panel MBUX ustąpił miejsca dotykowemu ekranowi OLED. Gama jednostek napędowych jest bogata. Każda z odmian została zelektryfikowana, ale w większości są to miękkie hybrydy. W samochodzie można zrobić sobie „selfie” lub dołączyć do wideokonferencji w aplikacjach takich jak Zoom czy Webex. Nie zabrakło odtwarzacza YouTube, TikToka, przeglądarki internetowej czy gier. Oświetlenie nastrojowe jest aktywne i potrafi zmieniać się w rytm muzyki. Wszystkie dostępne opcje będą miękkimi hybrydami 48V lub hybrydami typu plug-in.

### Dane techniczne
| Model                  | Produkowany od    | Typ silnika       | Pojemność skokowa [cm³] | Moc mak. KM       | Maks. moment obrotowy | Przyspieszenie 0–100 km/h | Prędkość maks.    |
| Silniki benzynowe      | Silniki benzynowe | Silniki benzynowe | Silniki benzynowe       | Silniki benzynowe | Silniki benzynowe     | Silniki benzynowe         | Silniki benzynowe |
| ---------------------- | ----------------- | ----------------- | ----------------------- | ----------------- | --------------------- | ------------------------- | ----------------- |
| E 200                  | 08/2023           | R4                | 1999 cm³                | 227               | 320 Nm                | 7,5 s                     | 240 km/h          |
| E 200 4MATIC           | 10/2023           | R4                | 1999 cm³                | 227               | 320 Nm                | 7,6 s                     | 236 km/h          |
| E 300 e                | 09/2023           | R4                | 1999 cm³                | 313               | 550 Nm                | 6,4 s                     | 250 km/h          |
| E 300 e 4MATIC         | 09/2023           | R4                | 1999 cm³                | 313               | 550 Nm                | 6,5 s                     | 250 km/h          |
| E 400 e 4MATIC         | 09/2023           | R4                | 1999 cm³                | 381               | 650 Nm                | 5,3 s                     | 250 km/h          |
| E 450 4MATIC           | 10/2023           | R6                | 2999 cm³                | 404               | 500 Nm                | 4,5 s                     | 250 km/h          |
| AMG E 53 Hybrid 4Matic | 2024              | R6                | 2999 cm³                | 585               | 750 Nm                | 4 s                       | 250 km/h          |
| Silniki wysokoprężne:  |                   |                   |                         |                   |                       |                           |                   |
| E 220 d                | 08/2023           | R4                | 1993 cm³                | 220               | 440 Nm                | 7,6 s                     | 238 km/h          |
| E 220 d 4MATIC         | 08/2023           | R4                | 1993 cm³                | 220               | 440 Nm                | 7,8 s                     | 234 km/h          |
| E 300 de               | 10/2023           | R4                | 1993 cm³                | 326               | 700 Nm                | 6,4 s                     | 250 km/h          |
| E 300 de 4MATIC        | 10/2023           | R4                | 1993 cm³                | 326               | 700 Nm                | 6,6 s                     | 250 km/h          |
| E 450 d 4MATIC         | 10/2023           | R6                | 2989 cm³                | 390               | 750 Nm                | 4,8 s                     | 250 km/h          |
| E 200 d                | 10/2024           | R4                | 1993 cm³                | 186               | 380 Nm                | 8,6 s                     | 222 km?h          |